# Mikroprocesor

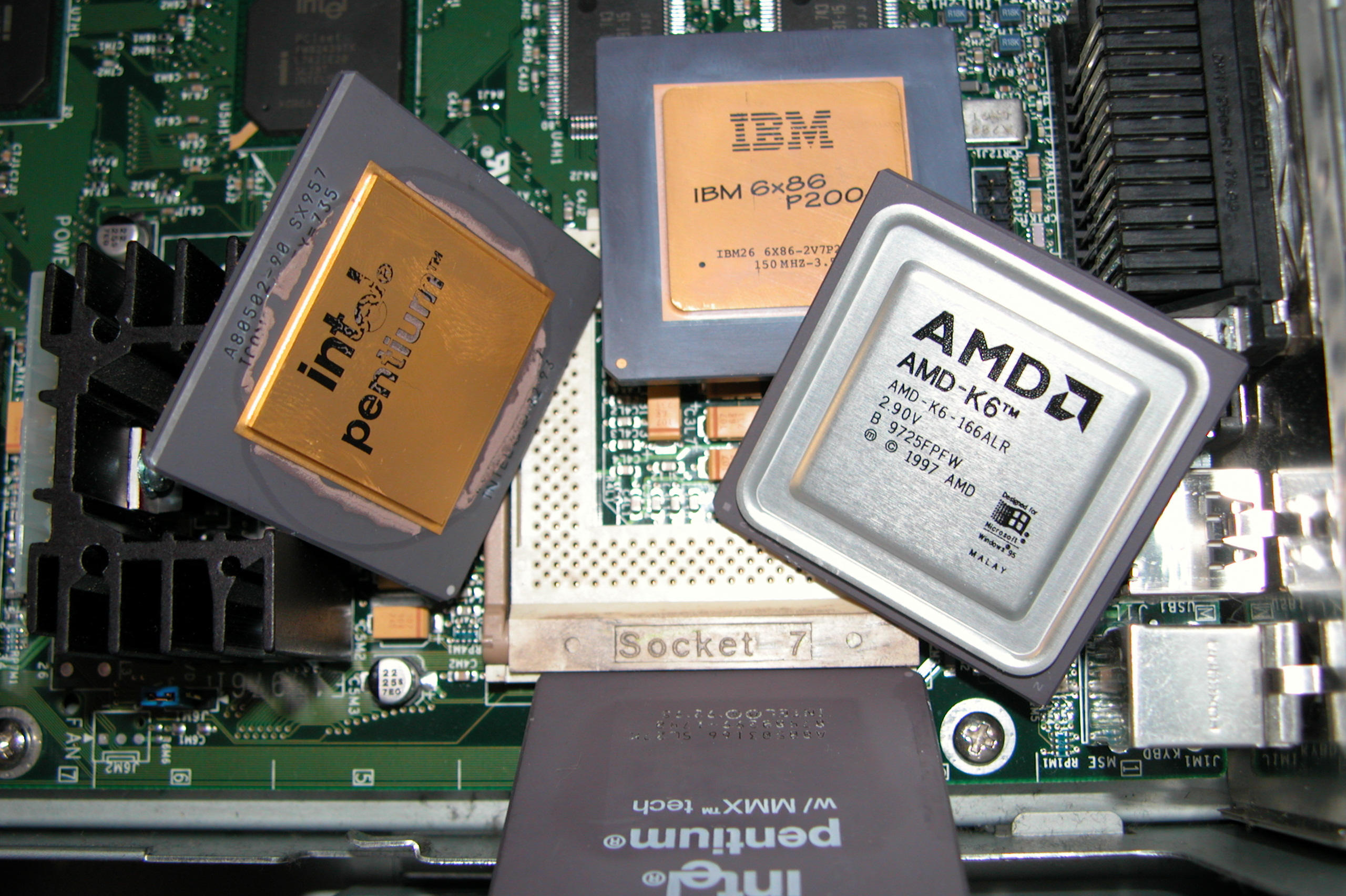
Przykładowe mikroprocesory

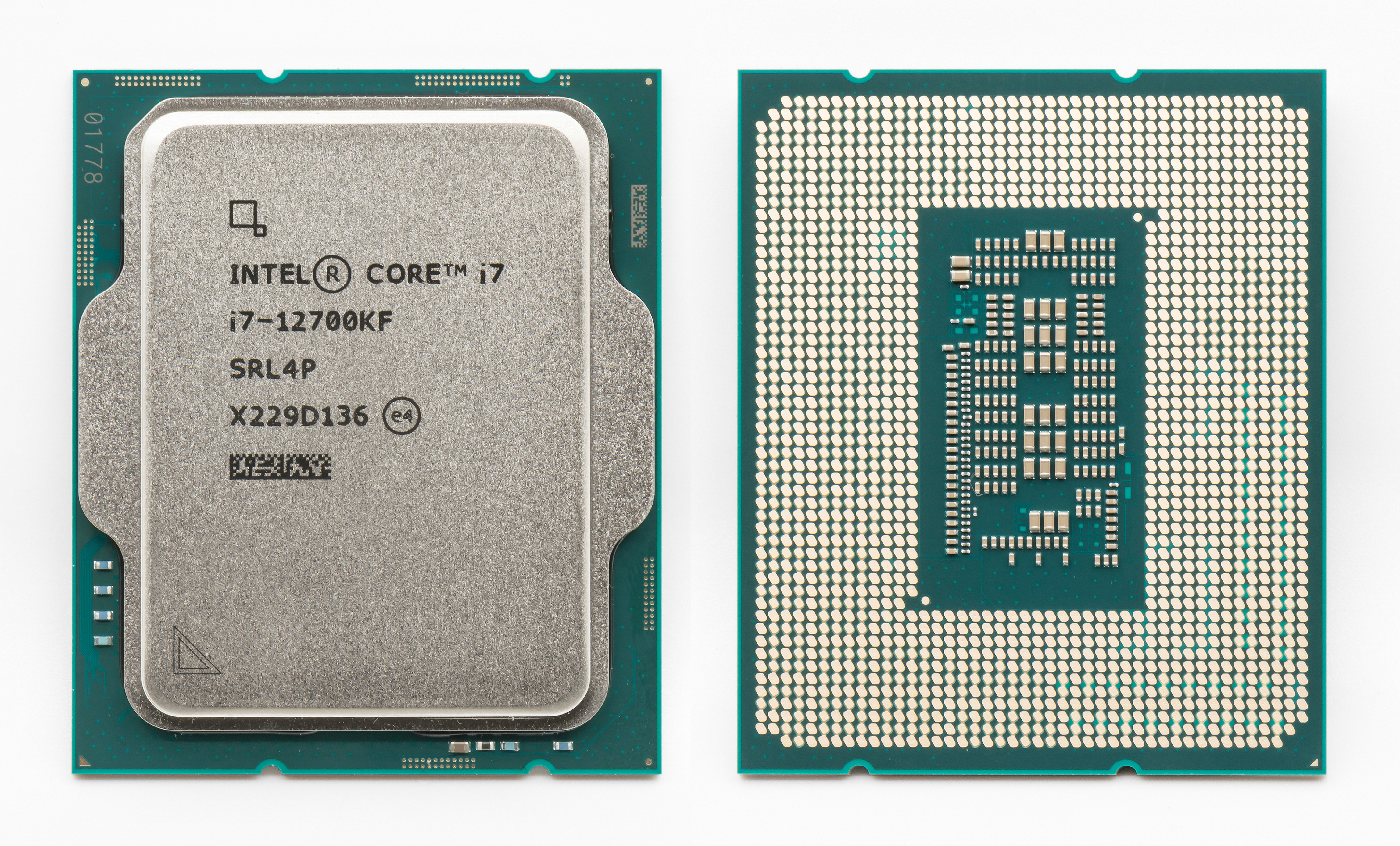
Mikroprocesor Intel Core i7 12700KF

Mikroprocesor – układ cyfrowy wykonany jako pojedynczy układ scalony o wielkim stopniu integracji (ULSI) zdolny do wykonywania operacji cyfrowych według dostarczonego ciągu instrukcji.
Mikroprocesor łączy funkcje centralnej jednostki obliczeniowej (CPU) w pojedynczym półprzewodnikowym układzie scalonym. Pierwszy mikroprocesor działał w oparciu o słowa 4-bitowe.
Mikroprocesor umożliwił rozwój mikrokomputerów w połowie lat 70. XX w. Przed tym okresem, elektroniczne CPU były konstruowane z zajmujących wiele miejsca układów scalonych małej skali integracji. Poprzez zintegrowanie procesora w jeden lub kilka układów scalonych o coraz wyższej skali integracji (zawierających odpowiednik tysięcy lub milionów tranzystorów), stosunek możliwości do ceny procesora znacząco wzrósł. Od połowy lat siedemdziesiątych, dzięki intensywnemu rozwojowi układów scalonych, mikroprocesor stał się najbardziej rozpowszechnioną formą CPU, prawie całkowicie zastępując wszystkie inne.
Ewolucję mikroprocesora dobrze opisuje prawo Moore’a mówiące o wzroście wydajności na przestrzeni lat. Mówi ono, że złożoność układów scalonych (liczba tranzystorów), przy zachowaniu minimalnego kosztu składników, będzie się podwajać co 18 miesięcy. Stwierdzenie to zachowuje prawdziwość od czasu wczesnych lat 70. Począwszy od układów porównywalnych z prostymi kalkulatorami, mikroprocesory osiągały coraz wyższą moc obliczeniową, co w rezultacie doprowadziło do ich dominacji nad każdą inną formą komputera.

## Historia mikroprocesora

### Początki

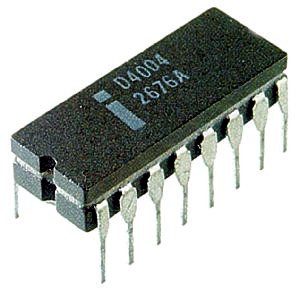
Intel 4004 z 1971 roku

Idea mikroprocesora była naturalną konsekwencją rozwoju techniki – jej urzeczywistnienie było jedynie kwestią czasu. Prace nad prototypem mikroprocesora rozpoczęły trzy konkurujące ze sobą firmy. W efekcie, w zbliżonym czasie pojawiły się pierwsze układy nadające się do produkcji seryjnej. Wspomniane firmy to:
- Intel (układ 4004),
- Garrett AiResearch’s (Central Air Data Computer).
- Texas Instruments (TMS 1000),

#### Intel

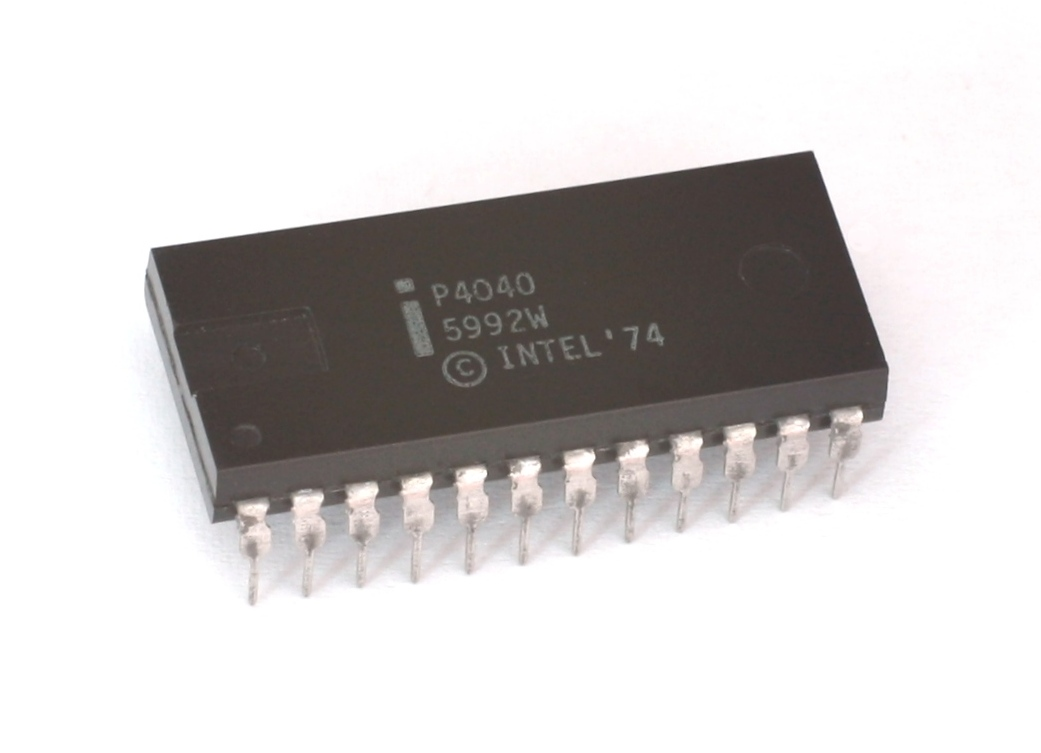
Intel 4040 z 1974 roku

Jednym z twórców idei mikroprocesora był Marcian „Ted” Hoff z nowo powstałej firmy Intel. Wpadł on na pomysł, by zamiast 12 niezależnych układów scalonych do kalkulatorów zaprojektować jeden, który będzie w stanie pełnić funkcje wszystkich tych elementów. Rezultatem prac Hoffa oraz Federico Fagginiego było powstanie 15 listopada 1971 roku pierwszego komercyjnego mikroprocesora czterobitowego o nazwie 4004. Zawierał on 2300 tranzystorów i wykonany był w technologii p-MOS. Miał zbiór 46 rozkazów (instrukcji) i działał przy maksymalnej częstotliwości taktowania 740 kHz z prędkością wykonania 60 tys. rozkazów na sekundę. Został wykorzystany do kalkulatorów firmy BUSICOM. Pierwszym na świecie procesorem był jednak składający się z sześciu układów MOS układ F14 CADC zastosowany w samolocie Grumman F-14 Tomcat.

#### Garrett
W 1968 roku Garrett został zaproszony do pracy przy tworzeniu komputera dla myśliwca Grumman F-14 Tomcat. Komputer ten swoimi możliwościami miał przewyższać systemy elektroniczne sterujące lotem, używane do tej pory w Marynarce Wojennej USA. Projekt został ukończony w 1970 roku i używał opartego na technologii MOS układu scalonego („chip”) jako rdzenia CPU. Projekt był bardziej stabilny i efektywny niż systemy mechaniczne, z którymi konkurował. Został wprowadzony we wszystkich wczesnych modelach myśliwca Tomcat. Jego innowacyjność i wysoki stopień zaawansowania spowodowały, że Marynarka Wojenna odmówiła publikacji jego projektu aż do roku 1997. Z tego też powodu używany chipset (zestaw układów zaprojektowanych do współpracy ze sobą) CADC i MP944 nie są powszechnie znane nawet obecnie.

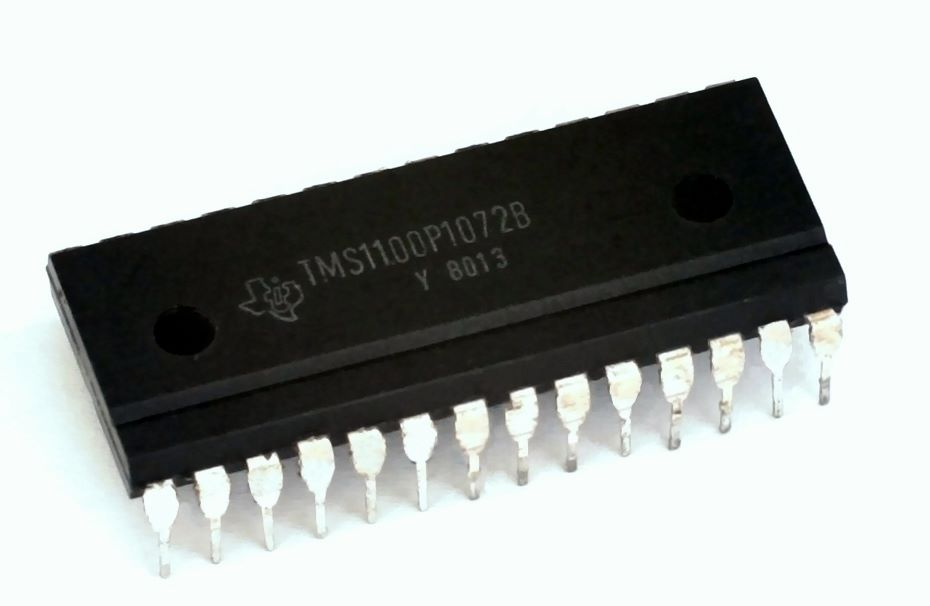
TMS 1000 z 1971 roku

#### Texas Instruments
TI zbudowało 4-bitowy mikroprocesor TMS 1000 oraz wyposażyło go w odpowiedni kod źródłowy. W ten sposób 17 września 1971 r. powstał układ TMS1802NC, który posłużył jako scalony rdzeń kalkulatora TI-35. Pod względem pełnionej funkcji był to odpowiednik intelowskiego 4004.

### Prawa patentowe
TI złożyło wniosek o przyznanie patentu na mikroprocesor 4 września 1973 r. Gary Boone dostał patent (U.S. Patent 3,757,306) dla architektury scalonego mikroprocesora. Nie wiadomo do końca, która firma jako pierwsza skonstruowała działający mikroprocesor. W latach 1971 i 1976 strony uzgodniły, że Intel będzie płacił TI pieniądze za prawa patentowe do mikroprocesora. Dokładny opis tych zdarzeń zawierają akta sprawy pomiędzy Cyrixem i Intelem, w których to TI występuje jako twórca i właściciel patentu na mikroprocesor. Co ciekawe, firmom trzecim został przyznany patent na coś, co w sumie może być „mikroprocesorem”.
Patent obejmujący konstrukcję pierwszego komputera jednoukładowego (mikrokontrolera) został przyznany Gary’emu Boone i Michaelowi J. Cochranowi z firmy TI (U.S. Patent 4,074,351).

### Mikroprocesory 8-bitowe

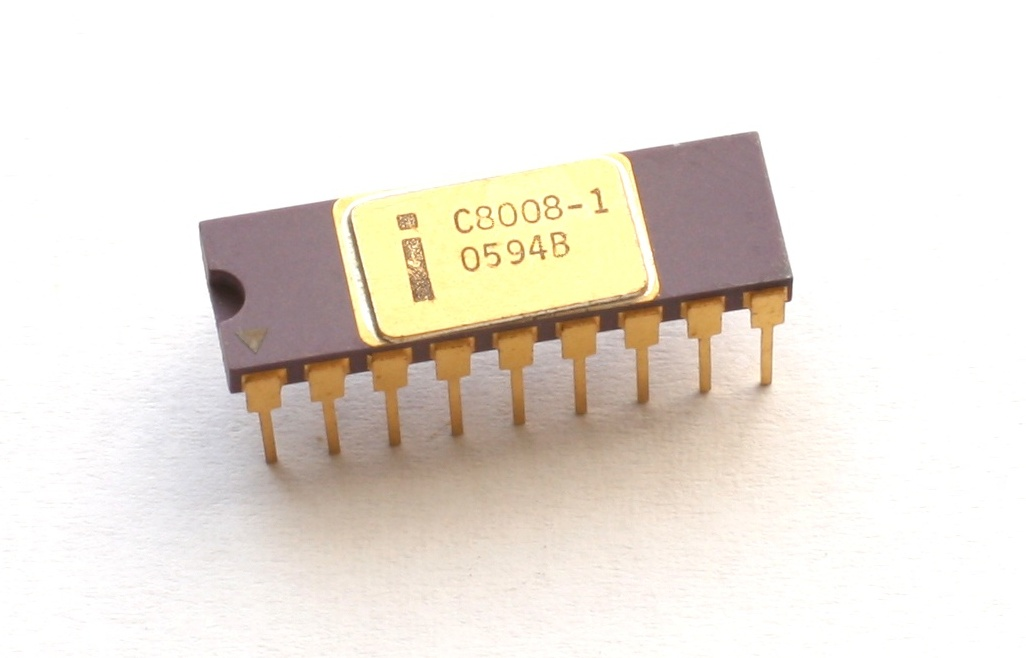
Intel 8008 z 1972 roku

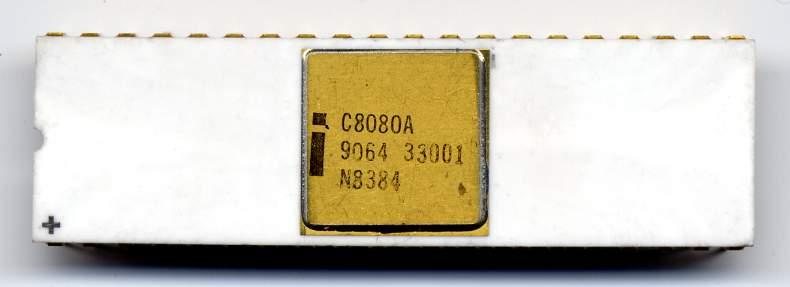
Mikroprocesor Intel 8080 w 40-końcówkowej obudowie

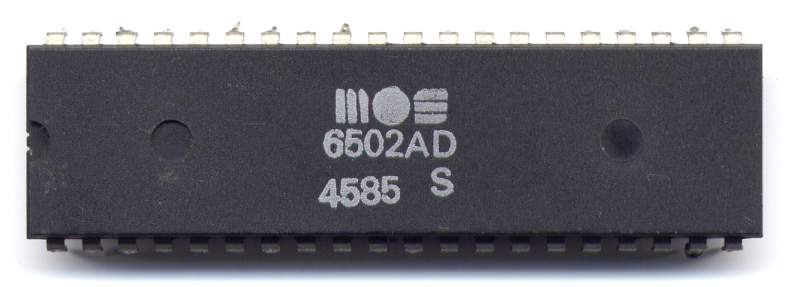
Mikroprocesor MOS 6502 w obudowie DIL-40 powstały w 1975 roku

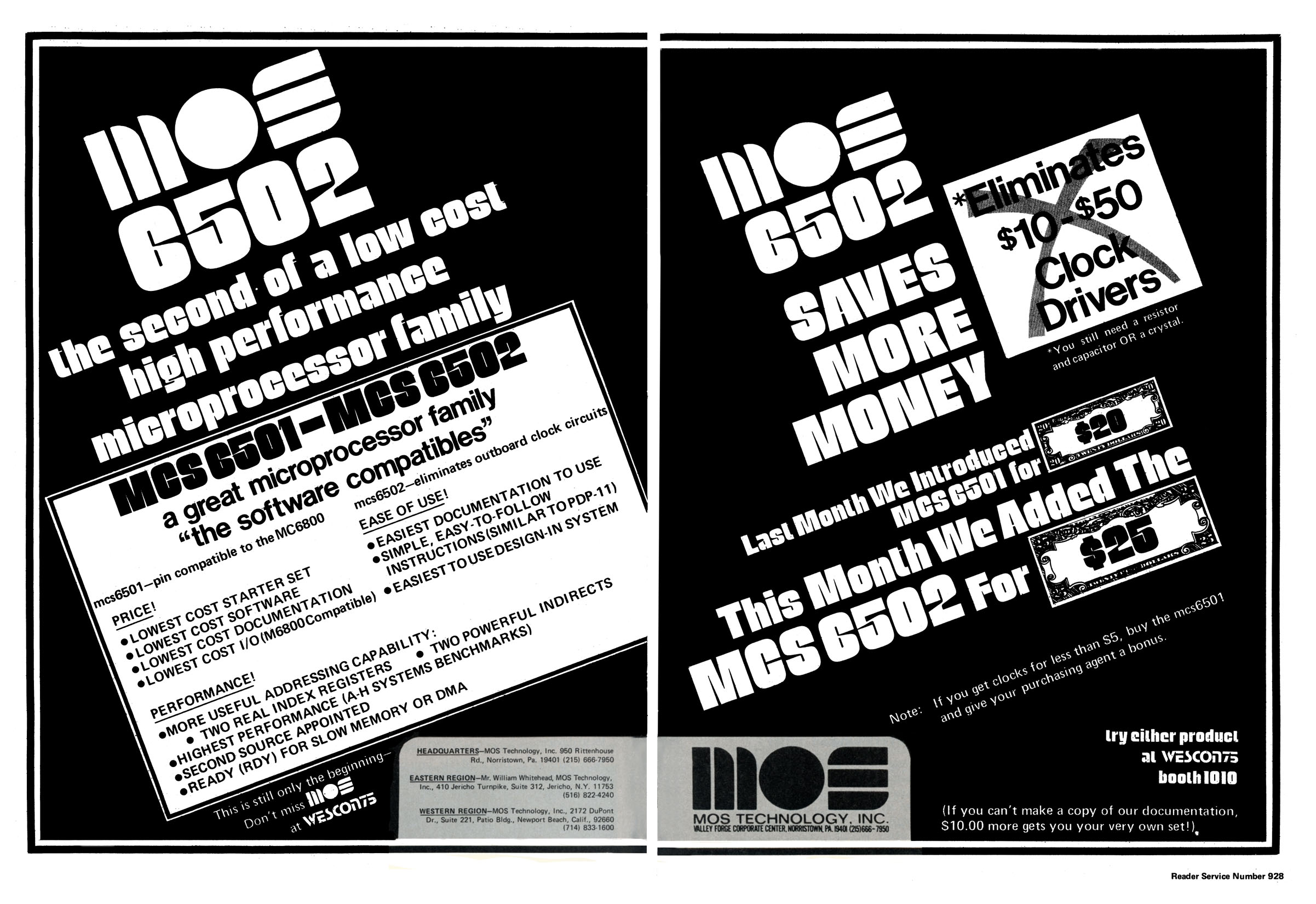
Reklama MOS 6502 z września 1975. Podczas gdy układy 8080 i 6800 były dostępne w cenie 179 USD, to konkurencyjna cena 6502 wynosiła jedynie 25 USD.

Według „Historii Komputerów” (MIT Press, strony 220–221), Intel zawarł z Computer Terminals Corporation, zwaną później Datapoint z San Antonio (Texas), kontrakt na opracowanie układu do terminala, który opracowywała ta firma. Po rezygnacji przez Datapoint z wykorzystywania tego chipa, Intel w kwietniu 1972 r. nadał mu nazwę 8008. Był to pierwszy na świecie mikroprocesor 8-bitowy. Stał się on podstawą zestawu komputerowego MARK-8, przedstawionego w 1974 roku, w magazynie Radio-Elektronika.

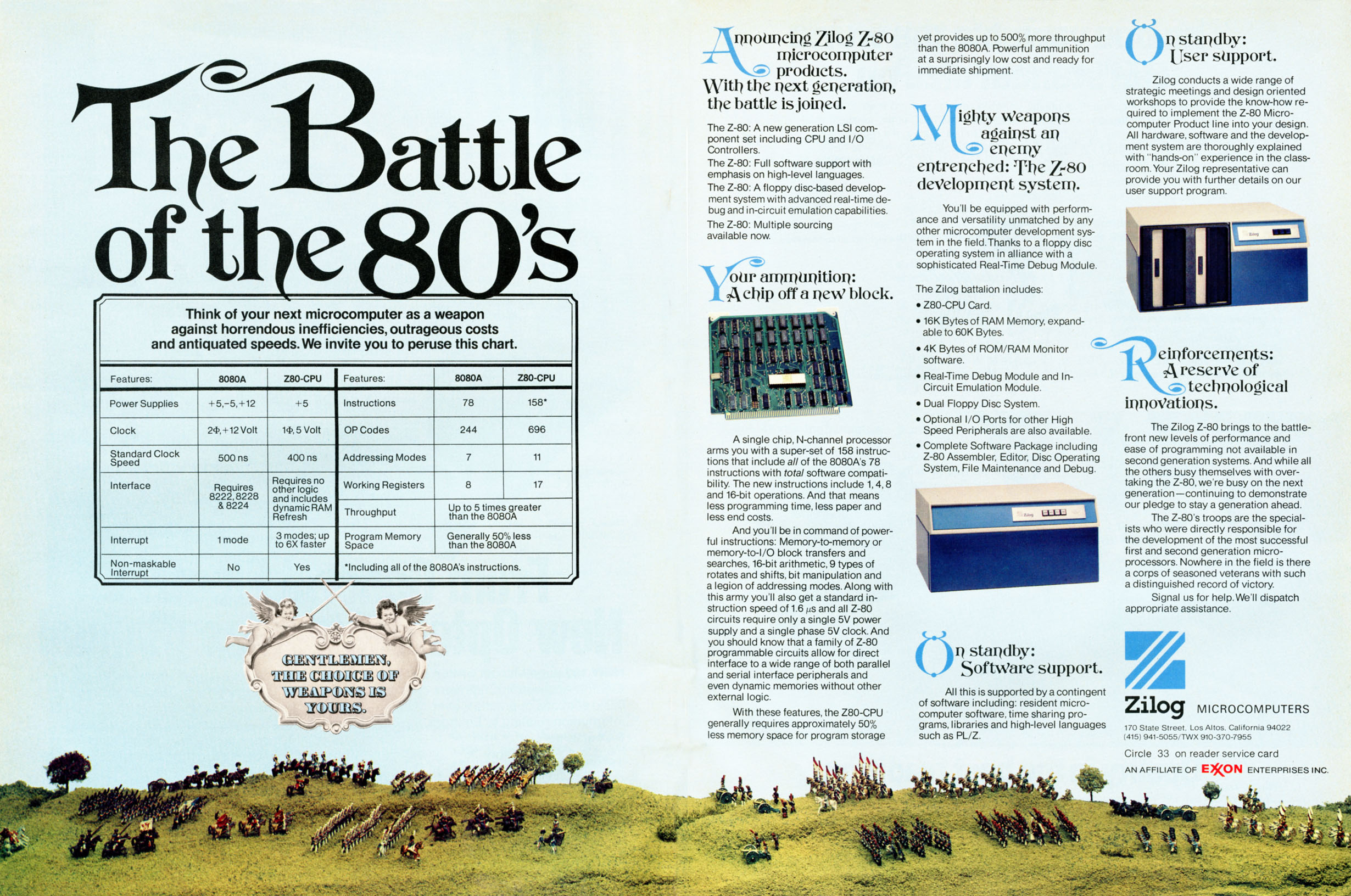
Reklama Zilog Z80 z maja 1976 roku

Procesory 8008 zapoczątkowały serię Intel 8080 (1974 r.), Zilog Z80 (1976 r.) oraz pochodnych 8-bitowych procesorów Intela. Konkurująca z tym układem Motorola 6800 została wypuszczona na rynek w kwietniu 1974 roku. Architektura 6800 została rozbudowana przez firmę MOS Technology, założoną przez byłych pracowników Motoroli – powstał w ten sposób układ MOS 6501. Po konflikcie dotyczącym praw autorskich, powstał w 1975 roku układ MOS 6502, który stał się konkurencją dla Z80.
Komputery oparte na Z80 i 6502 były tanie dzięki prostej magistrali oraz zintegrowaniu elementów, które w alternatywnych projektach trafiały poza CPU. To zrewolucjonizowało rynek, pozwalając w latach 80 na uruchomienie produkcji prostych komputerów jako zestawów do samodzielnego montażu albo dostarczanie gotowych komputerów domowych w cenie 99$.
Ważnym mikroprocesorem, zastosowanym w technologii kosmicznej, był RCA 1802 (zwany też CDP1802, RCA COSMAC), udostępniony w 1976 roku. Użyto go w sondzie kosmicznej Galile. Mikroprocesor RCA COSMAC był pierwszą implementacją technologii C-MOS. Jego atutem był niski pobór mocy, zwiększona odporność na promieniowanie kosmiczne i skutki wyładowań elektrostatycznych (osiągnięto to dzięki technologii opartej na krzemie i szafirze).

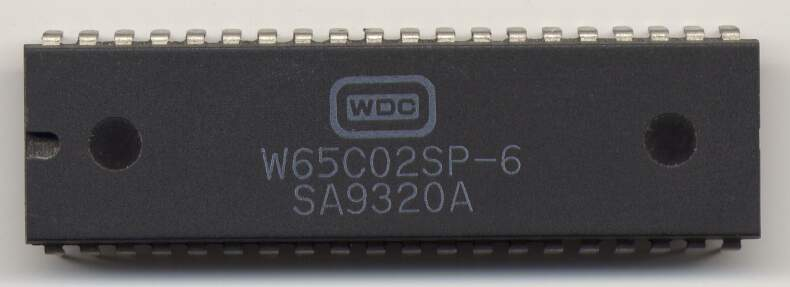
Mikroprocesor WDC 65C02 z 1982 roku

Western Design Center, Inc. (WDC) zaprezentował w 1982 roku, oparty na technologii CMOS układ WDC 65C02, który zastosowano w komputerach osobistych Apple IIc i IIe. Mikroprocesor ten pracował również w wszczepialnych rozrusznikach serca i defibrylatorach. Dodatkowo w urządzeniach przemysłowych, konsumenckich i samochodach. WDC zapoczątkował licencjonowanie technologii mikroprocesorowych, która była potem kontynuowana przez ARM oraz innych producentów w latach dziewięćdziesiątych XX wieku.
W 1978 roku Motorola wprowadziła do produkcji 8-bitowy mikroprocesor MC6809, który był uważany za układ o najbardziej skomplikowanej strukturze, jaki kiedykolwiek zaprojektowano. W nowszych projektach skomplikowana logika układowa była sukcesywnie zastępowana przez oprogramowanie wewnątrz-układowe (maszynowe).

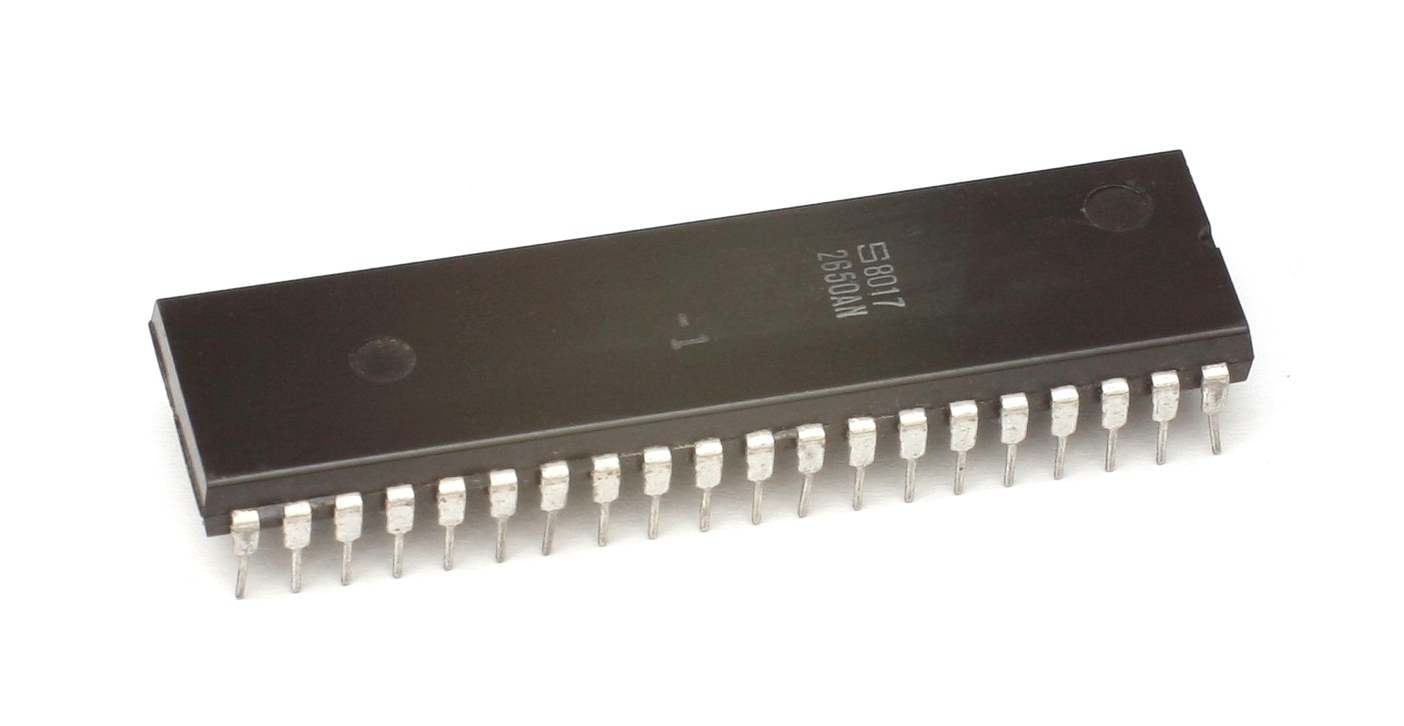
Mikroprocesor Signetics 2650

Kolejnym, wczesnym 8-bitowym mikroprocesorem był Signetics 2650, który cieszył się sporym zainteresowaniem ze względu na innowacyjność oraz rozbudowaną listę rozkazów.

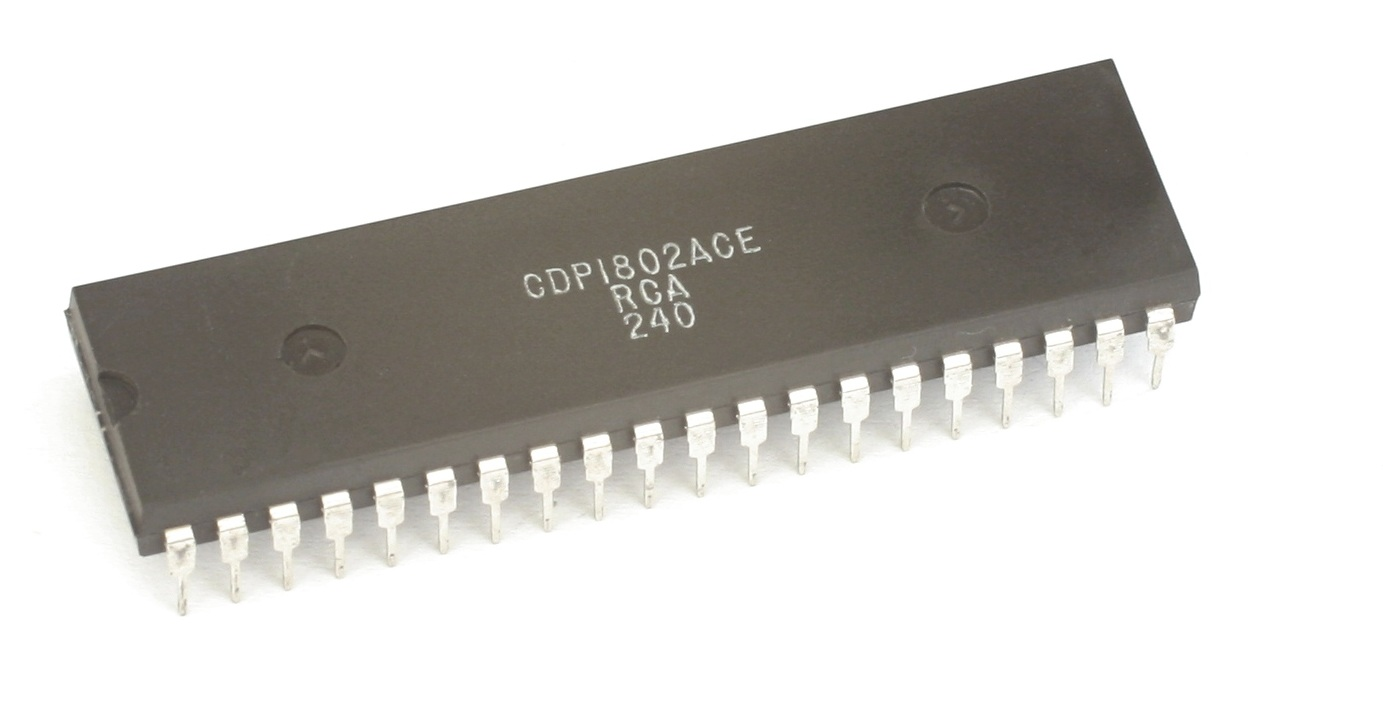
Mikroprocesor RCA 1802

### Mikroprocesory 16-bitowe
Pierwszym 16-bitowym mikroprocesorem segmentowym (składającym się z kilku układów scalonych) był wyprodukowany przez National Semiconductor IMP-16 przedstawiony na początku 1973 roku. 8-bitowa wersja tego układu została przedstawiona w 1974 roku jako IMP-8. W tym samym roku National zaprezentował także pierwszy jednoukładowy 16-bitowy mikroprocesor, PACE, zastąpiony później wersją NMOS o nazwie INS8900.
Kolejnymi wczesnymi konstrukcjami 16-bitowymi procesorów segmentowych są:
- mikroprocesor DEC (Digital Equipment Corporation) wbudowany w płytę główną komputera LSI-11 (OEM) oraz w komputerze PDP-11/03,
- procesor komputera MicroFlame 9440 firmy Fairchild Semiconductor.

Oba procesory zostały wyprodukowane w latach 1975–1976 r.

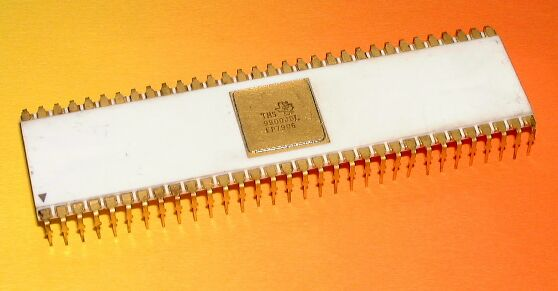
Mikroprocesor TMS 9900 z 1976 roku

Pierwszym jednoukładowym 16-bitowym mikroprocesorem był TMS 9900 (TI), który był także kompatybilny z linią minikomputerów TI-990. TMS 9900 został użyty w minikomputerze TI-990/4, komputerze domowym TI-99/4A, oraz linii OEM płyt mikrokomputerowych TM990. Układ został zamknięty w sporej ceramicznej 64-pinowej obudowie typu DIP, podczas gdy większość ówczesnych mikroprocesorów 8-bitowych mieściła się w tańszych i bardziej rozpowszechnionych plastikowych obudowach DIP 40-pin. Następca TMS9900, TMS 9980, został zaprojektowany jako konkurencja dla Intelowskiego 8080, zawierał pełny zestaw instrukcji 16-bitowych, jednak posiadał jedynie 8-bitową szynę danych i przestrzeń adresową ograniczoną do 16KB. Trzeci układ, TMS 9995, został zaprojektowany od nowa. Rodzina rozszerzyła się później o układy 99105 oraz 99110.
Western Design Center (WDC) zaprezentowało oparty na technologii CMOS układ 65815, będący
16-bitowym ulepszeniem WDC CMOS 65C02 w roku 1984. 16-bitowy 65816 stał się sercem Apple IIgs a później także Konsoli Super Nintendo (SNES) stając się w ten sposób najbardziej popularnym układem 16-bitowym.
Intel podążył inną ścieżką, nie próbował on naśladować minikomputerów. Zamiast tego rozszerzył swój 8080 do 16-bitowego 8086, pierwszego członka rodziny x86, która opanowała rynek nowoczesnych komputerów PC. Intel wprowadził 8086 jako układ przedłużający życie programom napisanym na 8080. Z kolei układ 8088, używająca 8-bitowej szyny danych wersja procesora 8086, była pierwszym procesorem zastosowanym w wyprodukowanym przez IBM PC, modelu IBM 5150. Następcy 8086 i 8088 to Intel 80186, 80286 oraz wypuszczony w 1985 roku 32-bitowy 80386.
Procesory te umocniły swoją dominację na rynku PC głównie dzięki kompatybilności wstecznej.
Zintegrowana jednostka do zarządzania pamięcią mikroprocesora została wynaleziona przez Intela i opatentowana jako U.S. patent 4,442,484.

### Mikroprocesory 32-bitowe
Następną generację stanowią mikroprocesory 32-bitowe, z których najbardziej popularne to Intel 80386 i Motorola 68020 / Motorola 68030. Zwiększeniu szyny adresowej i szyny danych do 32 bitów uległo także zwiększenie częstotliwości taktowania zegara. Układ 68020 pracujący przy 20 MHz osiągał szybkość 4 MIPS-ów. Unowocześnieniem jego był MC68030 zawierający 300 tys. tranzystorów i pracujący przy 30 MHz przez co osiągał moc obliczeniową 7 MIPS. Dla porównania układ 80386 zawierał 275 tys. tranzystorów i przy 20 MHz osiągał 5 MIPS-ów. W 1989 roku został wprowadzony przez firmę Intel mikroprocesor 80486 (1,2 mln tranzystorów, 25 MIPS przy 33 MHz) zastosowany do budowy nowej generacji komputerów PC 486. W 1990 Motorola wypuściła MC68040. W 1993 Intel wydaje mikroprocesor Pentium 60 MHz.

## Budowa typowego mikroprocesora
W prawie każdym mikroprocesorze możemy wyróżnić następujące bloki
- ALU – jednostka arytmetyczno-logiczna (Arithmetic Logic Unit), wykonuje ona operacje logiczne na dostarczonych jej danych, podstawowy zestaw to: dodawanie, podstawowe operacje logiczne (AND, XOR, OR, NOT), oraz przesunięcia bitowe w lewo i w prawo. W bardziej złożonych mikroprocesorach zestaw ten jest znacznie bogatszy.
- CU – układ sterowania (Control Unit), zwany też dekoderem rozkazów. Odpowiedzialny jest on za dekodowanie dostarczonych mikroprocesorowi instrukcji i odpowiednie sterowanie pozostałymi jego blokami (na przykład jeśli zdekodowaną instrukcją będzie dodawanie, CU odpowiednio ustawi sygnały sterujące, by ALU wykonała tę właśnie operację)
- Rejestry – umieszczone wewnątrz mikroprocesora komórki pamięci o niewielkich rozmiarach (najczęściej 4/8/16/32/64/128 bitów) służące do przechowywania tymczasowych wyników obliczeń (rejestry danych) oraz adresów lokacji w pamięci operacyjnej (rejestry adresowe). Proste mikroprocesory mają tylko jeden rejestr danych zwany akumulatorem. Oprócz rejestrów danych i rejestrów adresowych występuje też pewna liczba rejestrów o specjalnym przeznaczeniu:
  - PC – licznik rozkazów (Program Counter) – zawiera on adres komórki pamięci zawierającej następny rozkaz do wykonania
  - IR – rejestr instrukcji (Instruction Register) – zawiera on kod aktualnie wykonywanej przez procesor instrukcji.
  - SP – wskaźnik stosu (Stack Pointer) – zawiera adres wierzchołka stosu

Mikroprocesor komunikuje się z otoczeniem za pomocą szyny danych i szyny adresowej.
Generalnie każdy bardziej skomplikowany mikroprocesor można zaklasyfikować do jednej z trzech architektur:
- CISC (Complex Instruction Set Computers)
- RISC (Reduced Instruction Set Computers)
- VLIW (Very Long Instruction Word)

Każda z nich ma swoją specyfikę, swoje wady i zalety.

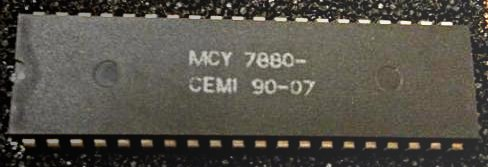
Mikroprocesor MCY7880

## Polska
W Polsce pod koniec lat 70. zakłady CEMI rozpoczęły produkcję mikroprocesora MCY7880 (początkowa nazwa UCY7880) będącego klonem 8080A.
Obecnie w Polsce produkcją specjalizowanych układów scalonych zajmuje się kilka przedsiębiorstw. Firma DCD odniosła sukces przedstawiając w 2011 roku najszybszy na świecie w swojej klasie mikrokontroler, a w 2015 roku zaprezentowała 32-bitowy procesor D32PRO konkurencyjny dla procesorów typu ARM w urządzeniach mobilnych. D32PRO również był szybszy w testach z zaprezentowanym procesorem ARM. Innym polskim projektem jest mikroprocesor Warszawa.

## Kalendarium
1971
- Ted Hoff, Stan Mazor i Federico Faggin opracowują pierwszy mikroprocesor 4-bitowy Intel 4004 (108 kHz). Zajmował powierzchnię 12 mm². Wykonywał 60 tys. operacji na sekundę. Składał się z 2300 tranzystorów. Kosztował 200 USD.

1972
- 24 sierpnia Intel wypuszcza mikroprocesor Intel 8008. Jest to 8-bitowy układ o częstotliwości zegara 200 kHz. Może wykonać 300 tys. instrukcji na sekundę i zaadresować 16 KB pamięci. Zawierał ok. 3500 tranzystorów.

1974
- 1 kwietnia Intel przedstawia 8-bitowy mikroprocesor Intel 8080 (2 MHz), ulepszoną wersję modelu 8008. Składający się z 6 tys. tranzystorów. 8080 adresował 64 KB pamięci, 75 rozkazów. Jego cena to 360 dolarów. 8080 jest 5 razy szybszy od swojego poprzednika.

1975
- Motorola wypuszcza na rynek procesor Motorola 6800,
- Firma MOS Technologies wprowadza na rynek mikroprocesor 6502

1976
- W marcu Intel przedstawia procesor Intel 8085 (5 MHz), w którym znajduje się 6,5 tys. tranzystorów.
- W lipcu Zilog wypuszcza 8-bitowy procesor Z80 (2,5 MHz, 176 rozkazów).

1978
- W czerwcu Intel wypuszcza na rynek pierwsze mikroprocesory 16-bitowe – Intel 8086 (o częstotliwości zegara 4,77 MHz, składający się z 29 tys. tranzystorów w technologii 3 mikronów, który potrafi zaadresować 1 MB pamięci) i Intel 8088 (zewnętrznie okrojony do 8 bitów).

1979
- We wrześniu Motorola wprowadza 32-bitowy mikroprocesor MC68000, jeden z najbardziej wydajnych układów 32-bitowych, składający się z 68 tys. tranzystorów (stąd jego nazwa).

1980
- 8-bitowy procesor Intel 8051

1981
- Intel prezentuje 32-bitowy iAPX 432

1982

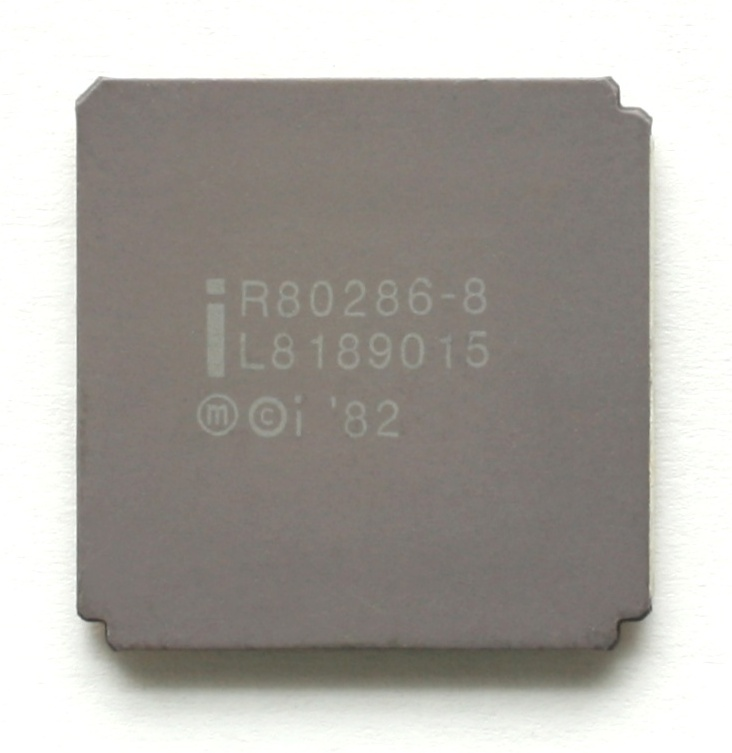
Intel 80286 z 1982

- W lutym Intel prezentuje 16-bitowy mikroprocesor Intel 80286, taktowany zegarem 6 MHz. Zawierający 134 tys. tranzystorów. Używa on 16-bitową szynę danych. Dzięki trybowi chronionemu możliwe jest użycie do 16 MB pamięci. Procesor wspiera wielozadaniowość.

1984

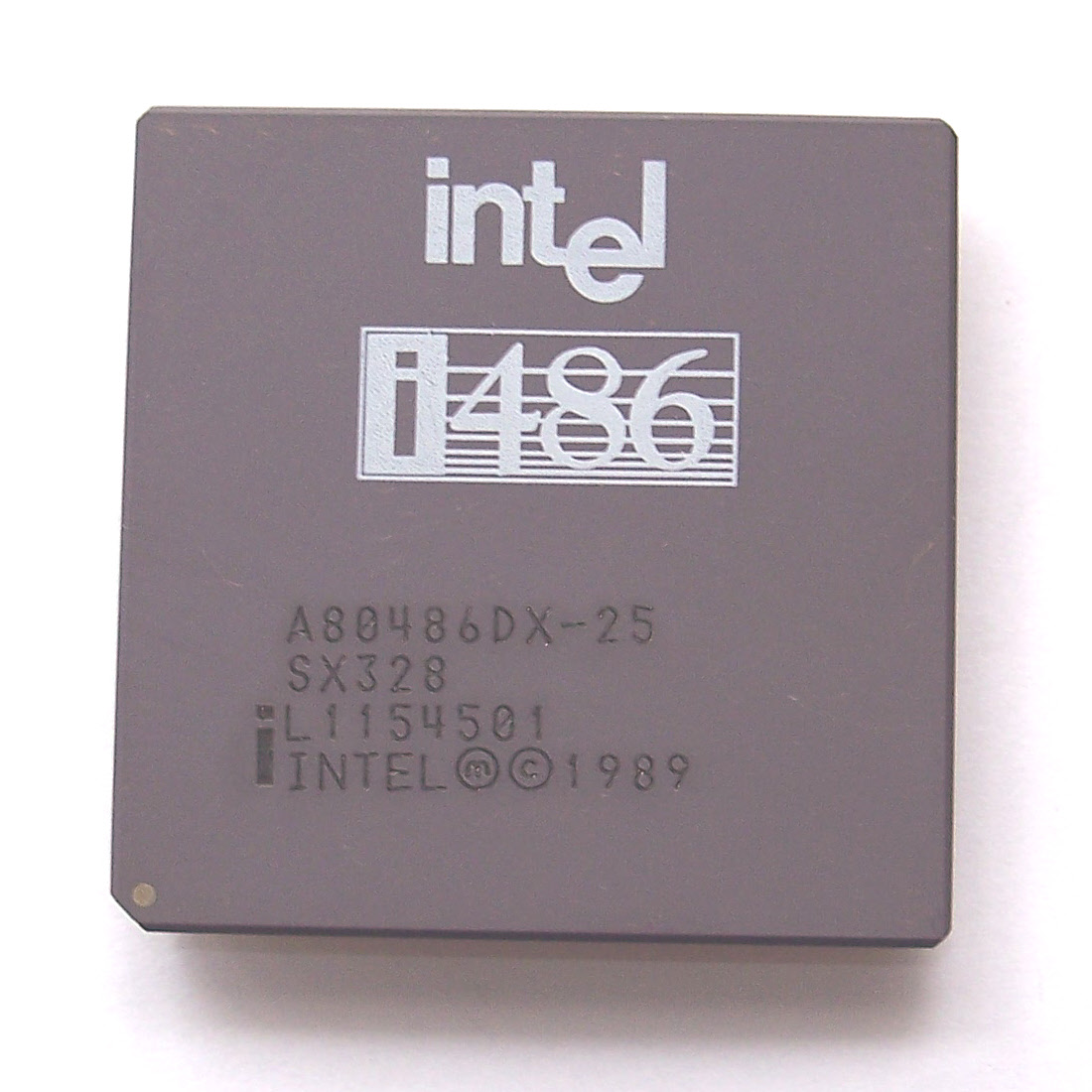
Procesor Intel i486 DX 25 MHz SX328 z kwietnia 1991 roku z USA

- Motorola wypuszcza prawdziwie 32-bitowy MC68020 z przetwarzaniem potokowym.

1985
- W październiku Intel przedstawia 32-bitowy procesor 80386, 16 MHz; zbudowany jest z ok. 275.000 tranzystorów w technologii 1 mikrona.

1987
- Motorola prezentuje MC68030, który składa się z około 273 tys. tranzystorów

1988
- AMD prezentuje 32-bitowy Am29000

1989
- W kwietniu powstaje procesor Intel 80486, który zawiera 1,2 mln tranzystorów.

1990

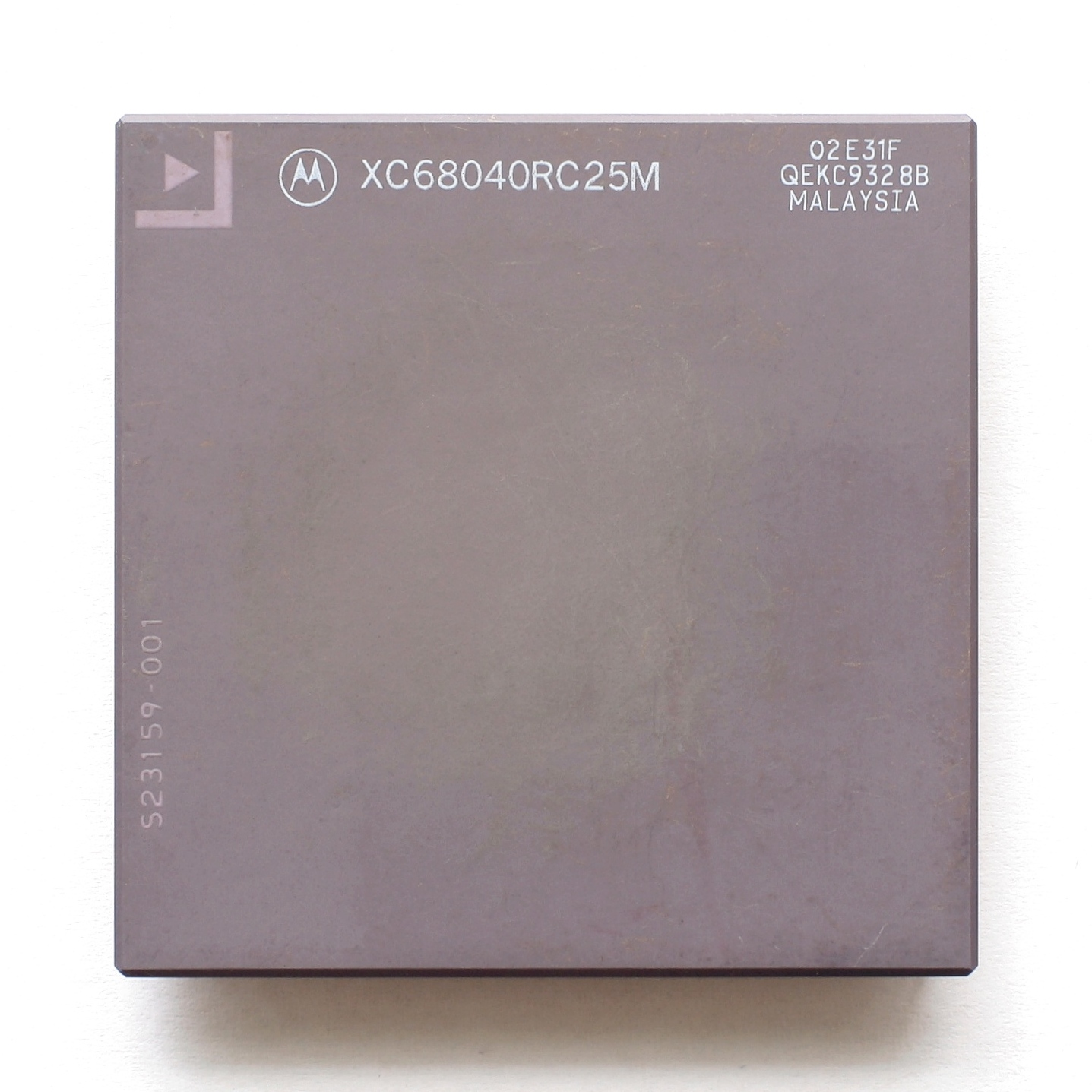
MC68040

- Zmiana nazwy Intela 80486 na i486, ponieważ okazuje się, że liczba nie może być zarejestrowanym znakiem handlowym.
- Motorola przedstawia 32-bitowy układ MC68040, taktowany zegarem 25 MHz. Mikroprocesor jest zbudowany z ok. 1,2 miliona tranzystorów, zawiera jednostkę zmiennoprzecinkową oraz dodatkową pamięć cache do przechowywania instrukcji programu i danych.

1993
- W marcu powstaje procesor Intel Pentium, wyprodukowany w technologii 0,8 mikrona. Taktowany jest zegarem 60 MHz lub 66 MHz. Zawiera ok. 3,2 miliona tranzystorów. W roku 1994 odkryty zostanie błąd w budowie procesora, powodujący nieprawidłowe wykonywanie obliczeń.

1994
- Pentium 100 MHz

1995
- W listopadzie Intel wypuszcza procesory Pentium Pro, taktowane zegarami 150 MHz, 180 MHz i 200 MHz. Układy zbudowane są z 5,5 miliona tranzystorów oraz Pentium taktowane zegarem 133 MHz. Odpowiedzią firmy AMD na procesor Pentium był procesor AMD K5 taktowany zegarem z częstotliwością od 75 do 116 MHz. Procesor ten, tak jak Intelowski Pentium, posiadał 32 kB pamięci podręcznej pierwszego poziomu i tak jak konkurent, był tworzony w technologii 0,35 mikrometra.

1996

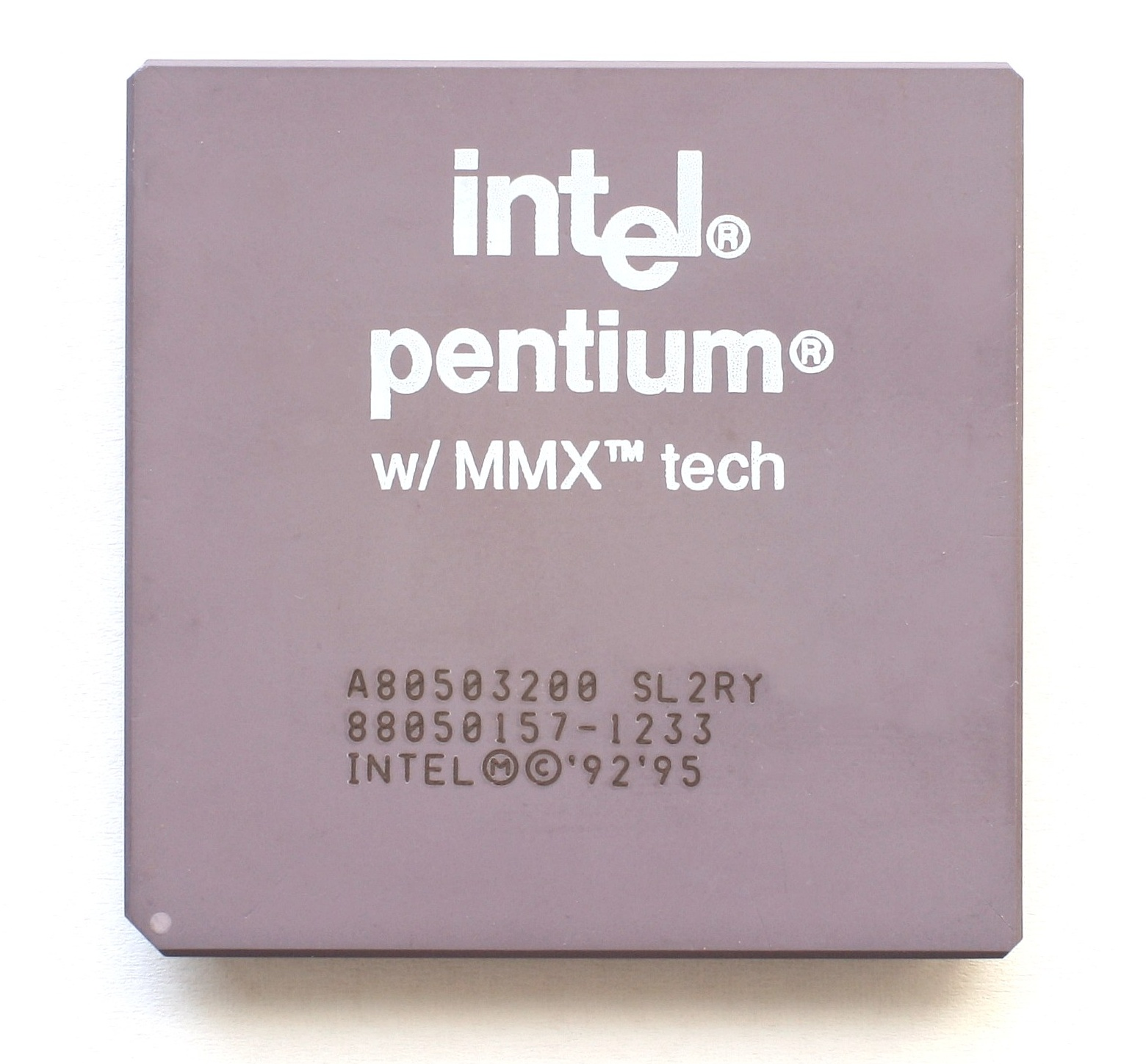
Intel Pentium MMX 200 MHz w obudowie CPGA

- Powstaje Intel Pentium Pro 200 MHz oraz pierwsze Pentium MMX, powstają pierwsze konkurencyjne dla Pentium procesory CYRIX MII oraz AMD K6.

1997
- Intel Pentium II (Klamath, ok. 7,5 mln tranzystorów), do 300 MHz, niskonapięciowy
- procesor PII Tillamook 0,28;
- DEC Alpha 21164 z częstością 600 MHz;
- Motorola PowerPC G3;

1998

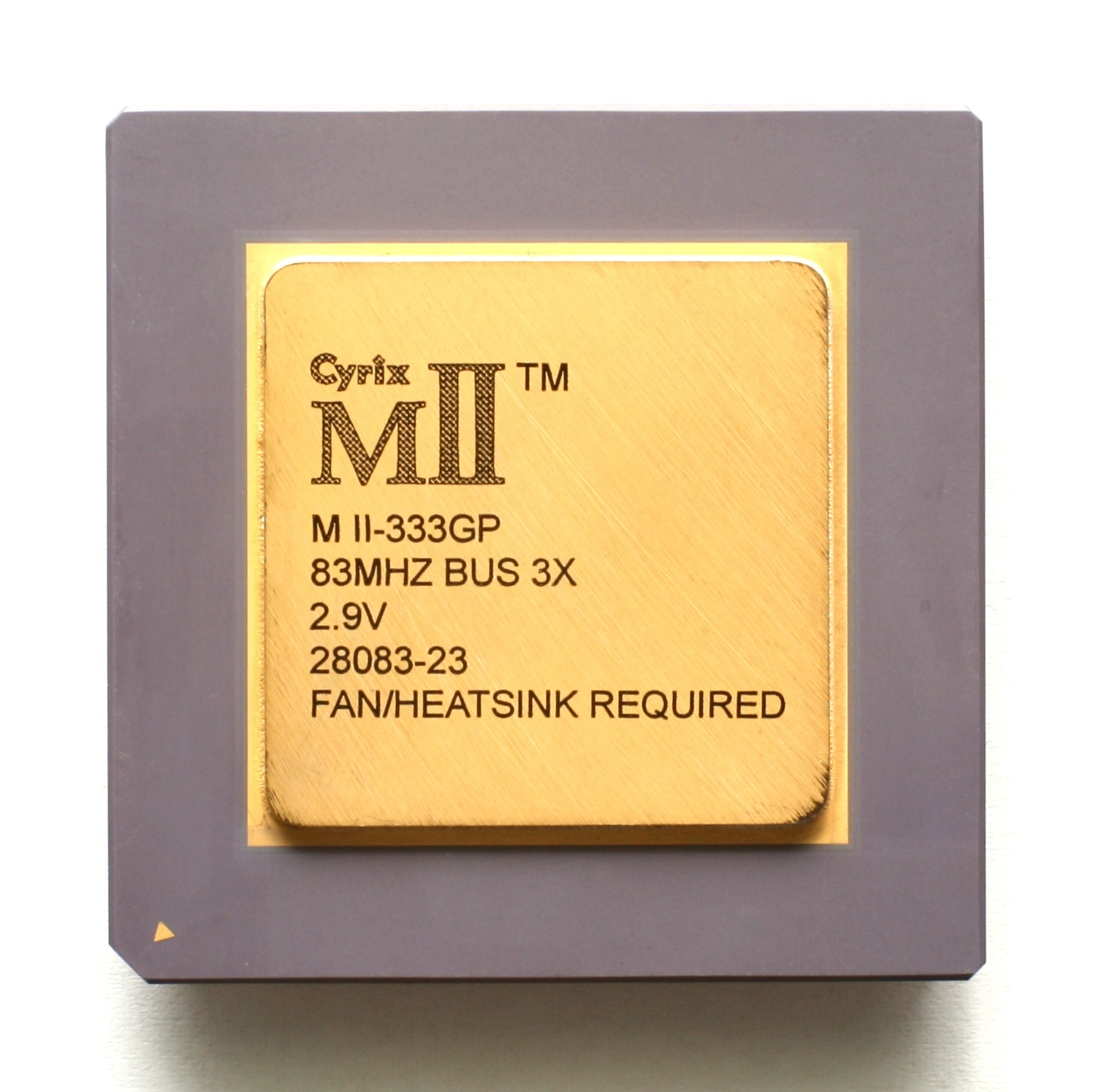
Cyrix MII 333 MHz

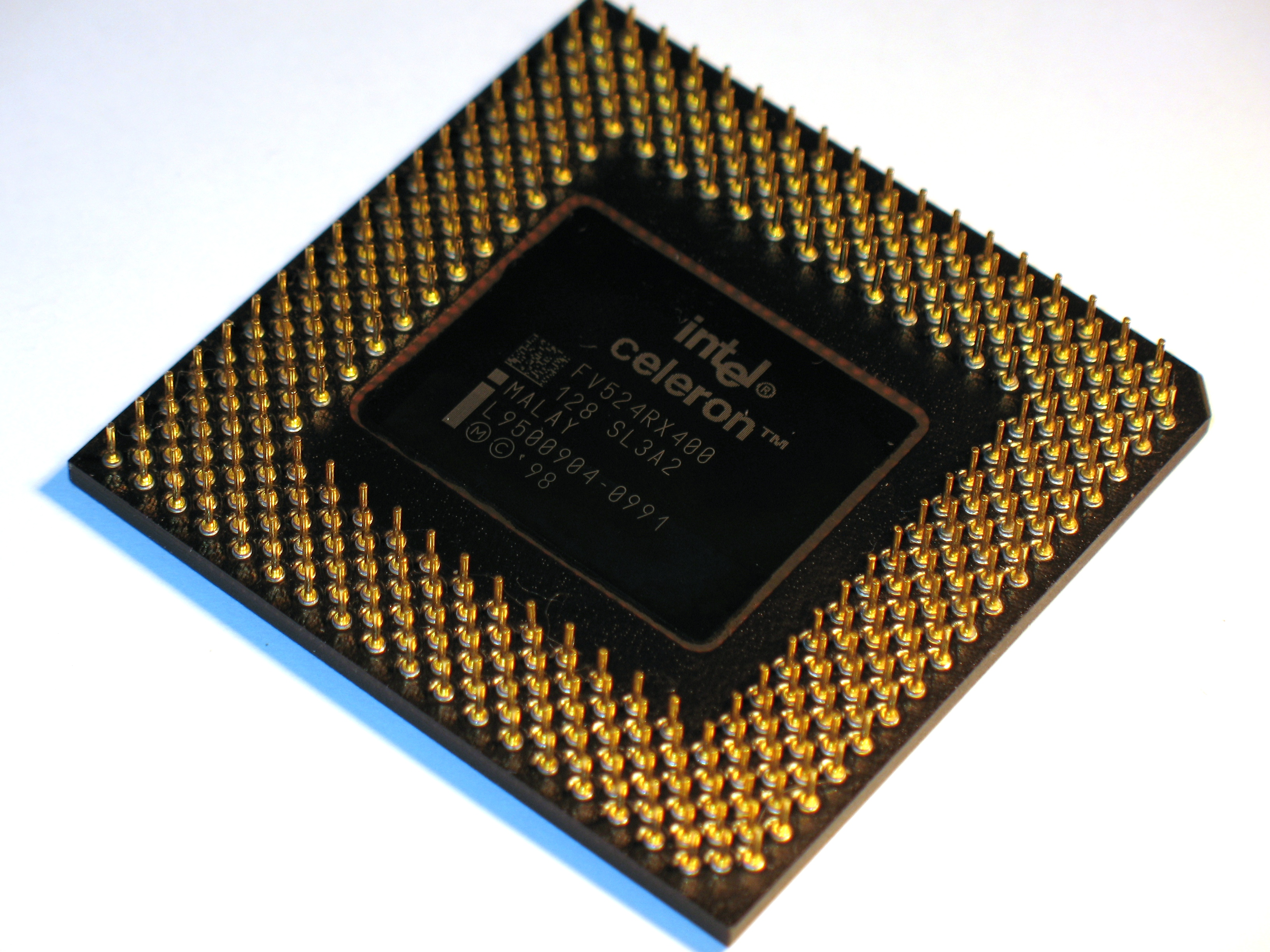
Celeron 400 MHz w obudowie Socket 370

- Powstaje tania alternatywa Pentium II Celeron oraz konkurencyjne AMD K6-2, a także AMD K6-III 3DNow!
- Intel Pentium II 450/100 MHz; Deschutes 450 MHz
- Celeron 300A i 333 (znane jako Mendocino)- Pentium II z mniejszą pamięcią L2, starsze całkiem bez pamięci L2
- Pentium II innych firm: AMD K6-2 333 MHz i AMD K6-2 3D ze wspomaganiem grafiki 3D,
- Cyrix MII 300 MHz
- Intel Xeon – PII/450 MHz + pamięć L2 0,5-2 MB, dostęp z pełną częstością.
- Pentium OverDrive dla PPro – dodaje MMX, zegar 166 → 333 MHz
- UltraSparc III 600 MHz, skalowalne systemy, pamięć L2 do 8 MB
- JavaChip (Sun), Java 701, 200 MHz

1999
- Intel wprowadza procesor Katmai, czyli Pentium III z SSE (Streaming Single Instruction Multiple Data), 70 rozkazów wspomagających multimedia, 500–800 MHz. Każdy układ zawiera unikatowy numer identyfikacyjny, który można sprawdzić za pośrednictwem Internetu. Wzbudza to wiele kontrowersji i powszechnie uważane jest za poważny cios w prywatność nabywców.
- AMD w odpowiedzi na Pentium III wydaje układ Athlon, który w większości testów wypada lepiej niż jego konkurent. Dzięki temu następuje znaczny spadek cen procesorów.
- Pentium III Xeon, do 600 MHz, do 2 MB pamięci L2, drogie procesory do serwerów.
- Intel Coppermine, Cascades 600–800 MHz, technologia 0,18 μm
- AMD Athlon, 650 MHz, szybszy od Intela! Technologia 3D now, rozszerzająca możliwości zastosowań multimedialnych i grafiki 3D.
- Intel Itanium (poprzednio Merced), nowa architektura IA-64 Intela + HP, 1 GHz (ale tylko eksperymentalnie)

2000
- W lutym AMD przedstawia nowy procesor Athlon taktowany zegarem 1,1 GHz. W odpowiedzi na to Intel jeszcze w tym samym miesiącu prezentuje układ 1,5 GHz.
- Intel Itanium IA-64, od 733 MHz, magistrala 133 MHz, L1-L3;
- Intel Pentium 4 (Williamette), architektura NetBurst, od 1,3 MHz/400 MHz
- AMD Athlon 1,1 GHz i Intel PIII 1,13 GHz
- AMD Mustang, od 1,2 MHz/266 MHz.
- IBM Power 4, Sun – Sparc 64V.
- Alpha 21264 – druga generacja procesorów Alpha, do 1 GHz/333 MHz;
- Rosyjski mikroprocesor E2K Elbrus, 2-5 szybszy od P4
- Notebooki: oszczędny Crusoe firmy Transmeta, od 1 GHz/266 MHz;
- Procesory P III z technologią SpeedStep;
- AMD Corvette, od 900 MHz/266 MHz.

2001

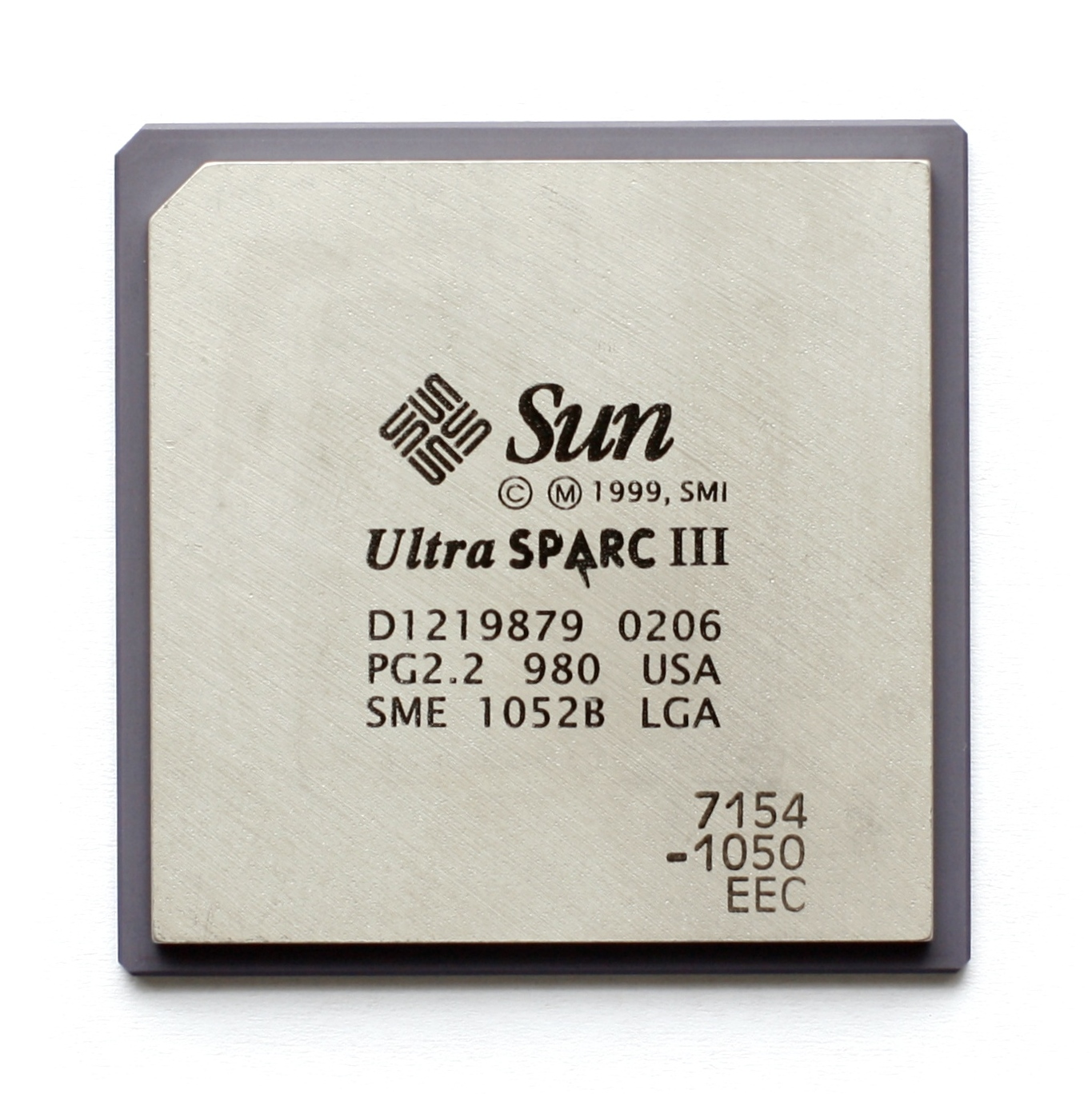
SUN UltraSparc III

- Serwery: Intel Itanium IA-64, od 733 MHz, magistrala 133 MHz, L1-L3;
- Intel Gallatin, od 1,8 MHz/400 MHz, L2 4 MB.
- Pentium 4 Xeon, od 1,3 GHz/400 MHz, L1-L3
- Itanium-McKinley w serwerach, od 1,5 GHz/400 MHz, rozwój 64-bitowej architektury IA-64.
- IBM Power 4, 64 bit RISC, dual-core, 170 mln tranzystorów!
- UltraSPARC III
- PC: Intel P4, 2,0 GHz/266 MHz;
- Intel Northwood, pokazano układ 3,5 GHz/400 MHz;
- Intel pokazał eksperymentalny chip na 10 GHz.

2002

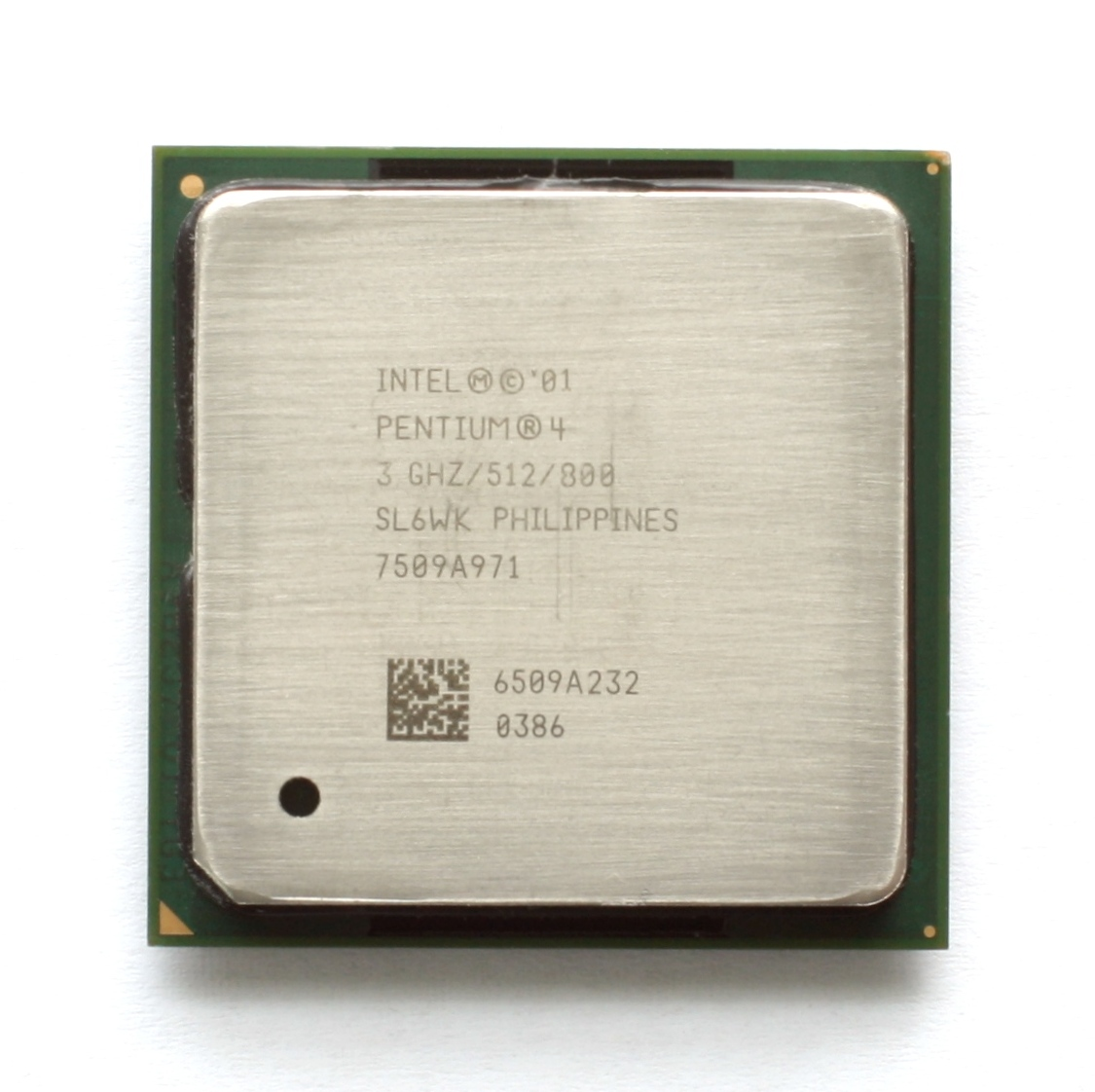
Intel Pentium 4 3,0 GHz (Northwood)

- 7 stycznia – AMD wprowadza nowy procesor AMD Athlon XP 2000+
- Procesor Intel Pentium® 4,
- Serwery: Intel Madison IA-64, od 2,5 GHz/400 MHz, L2 do 4 MB, L3 do 16 MB;
- PC: Intel Deerfield IA-64, 2,8 GHz/400 MHz; L2 do 2 MB, L3 do 8 MB.
- Intel pokazał (chłodzone cieczą) procesory o częstościach 4,5 GHz.
- Pentium 4 powyżej 3 GHz i 800 MHz FSB Technologia 0,09 mikrona
- Technologia 90 nanometrów eksperymentalnie, notebooki z P4 powyżej 2 GHz.

2003
- Pentium Centrino do notebooków, szybkie procesory oszczędzające energię, z bezprzewodową łącznością w standardzie Wi-Fi (811b);

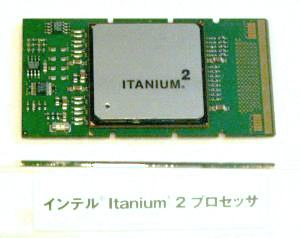
Itanium 2

- 64-bitowe procesory AMD Opteron, oraz Itanium 2 Intela do serwerów, oraz AMD Athlon 64 FX i Intel Pentium 4 Extreme Edition do PC.
- Technologia 90 nanometrów w procesorach komputerów stacjonarnych.

2004
- Pentium 4 Grantsdale; P4 Extreme Edition 2,8–3,6 GHz; wersja 4 GHz 10/2004.
- Technologia 90 nanometrów w procesorach komputerów przenośnych.

2006
- Technologia 65 nm w procesorach Intel Core 2;
- Procesory graficzne (ok. 500 mln tranzystorów);

2007
- Technologia 45 nm firmy Intel; procesory Wolfdale, Yorkfield, Yorkfield XE i Penryn z serii Core 2. Procesory dwurdzeniowe.

2008

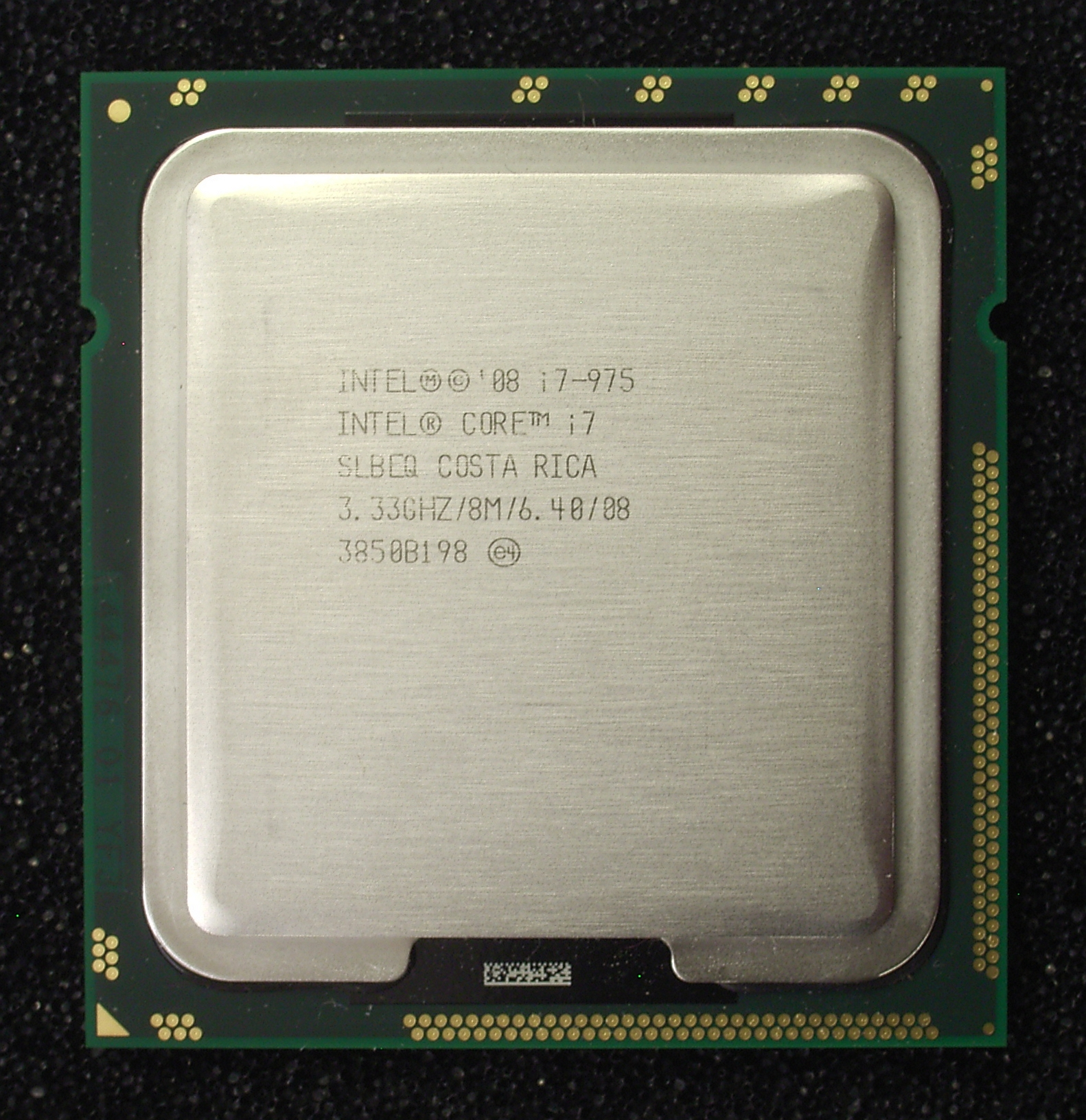
Core i7 w obudowie LGA 1366

- Procesory czterordzeniowe, np. Core 2 Extreme QX9770 – 3,2 GHz (2x6 MB L2, 1600 MHz FSB), Core 2 Quad Q9550.
- Core i7, Bloomfield, Nehalem – technologia 45 nm, 256 KB L2 cache, 8 MB L3 cache, 780 milionów tranzystorów.
- AMD Phenom II w technologii 45 nm

2010
- Technologia 32 nm; > 2 mld tranzystorów w mikroprocesorze;

Intel pokazał tranzystory grafenowe o szybkości 100 GHz, które mogą osiągnąć nawet 1000 GHz, technologia w praktyce po 2014 roku.

## Rozwój mikroprocesorów
- 1970 F14 CADC
- 1971 4-bit Intel 4004 zawierał około 2300 tranzystorów, zaprojektowany i wykonany w technologii 10-mikronowej
- 1972 8-bit Intel 8008 zawierał około 3500 tranzystorów, taktowanych częstotliwością 200 kHz i mógł wykonywać do 60000 instrukcji na sekundę, zaprojektowany i wykonany w technologii 10-mikronowej
- 1974 8-bit Intel 8080 zegar 2 MHz, 6 tys. tranzystorów
- 1976 16-bit TMS 9900

8-bit Zilog Z80
- 1978 16-bit Intel 8086 zegar 4,77 MHz, zbudowany z 29 tys. tranzystorów w technologii 3 mikronów
- 1979 32-bit Motorola 68000 68 tys. tranzystorów
- 1980 Motorola wprowadza nowy 32-bitowy procesor MC68020 zawierający 200 000 tranzystorów
- 1982 16-bit Intel 80286 134 tys., 6 MHz
- 1985 Intel 80386 zegar 16 MHz, zbudowany z 275 tys. tranzystorów w technologii 1 mikrona
- 1987 32-bit MC68030 zawierający 300 tys. tranzystorów i pracujący przy 30 MHz osiągał moc obliczeniową 7 MIPS
- 1989 32-bit Intel 80486 1 180 235 tranzystorów w technologii 1 mikrona, prędkość 25 MHz – 20 MIPS
- 1990 32-bit MC68040 40 MHz 1 170 000 tranzystorów 29 MIPS
- 1992 64-bit DEC Alpha
- 1993 Pentium 3,3 mln wyprodukowany w technologii 0,8 mikrona, taktowany zegarem 60 MHz
- 1995 Pentium Pro 5,5 mln, 150 MHz, technologia 0,6 mikrona (600 nm)
- 1997 Pentium II 7,5 mln z MMX 300 MHz
- 1999 Pentium III 9,5 mln z SIMD 500 MHz
- 2000 Pentium 4 42 mln z SSE2 1,4 GHz wykonany w technologii 0,18 mikrona
- 2002 Pentium 4 (Northwood) 2,4 GHz, 55 mln, utworzony w oparciu o technologię 0,13 mikrona
- 2004 Pentium 4 (Prescott) 3,4 GHz, 125 mln, technologia 90 nm
- 2004 Pentium D 230 mln tranzystorów
- 2008 Core i7 technologia 45 nm, 780 milionów tranzystorów.

## Kierunki rozwoju mikroprocesorów
Możliwe drogi rozwoju:
- poszerzanie szyny danych i szyny adresowej
- superskalarność
- architektura harwardzka
- procesory w technologii RISC
- wielowątkowość
- wielozadaniowość z wywłaszczaniem
- wirtualizacja pamięci
- praca równoległa
- procesory wielordzeniowe

## Galeria

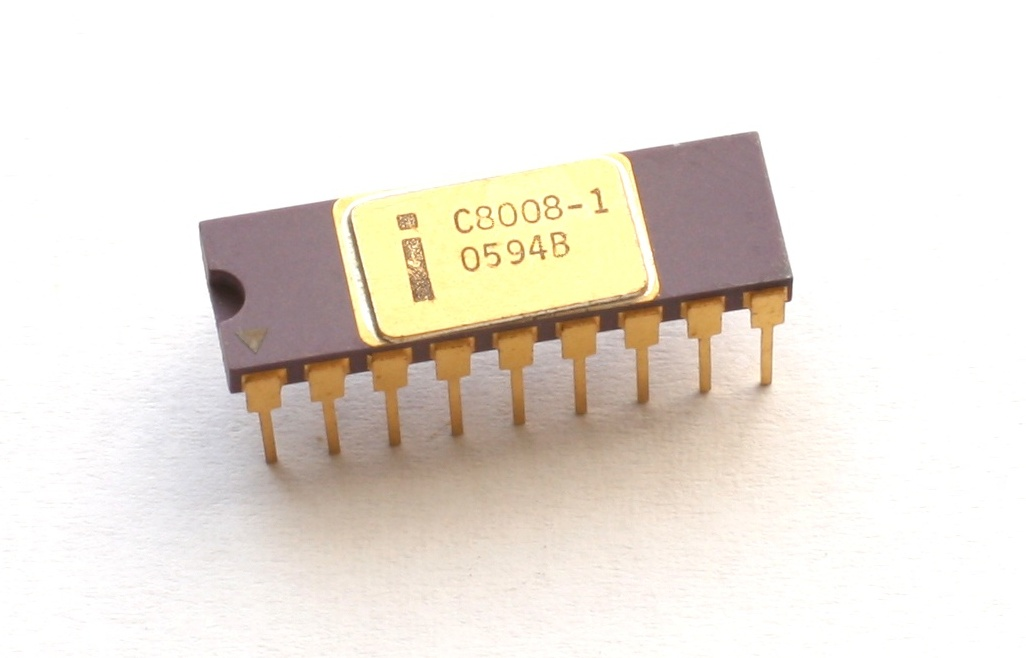
Intel 8008, z 1972 został zaprojektowany w 10-mikronowej technologii PMOS (MOS with p-type transistors) i zawierał około 3500 tranzystorów. Miał rozmiar 4,9 × 6,7 mm, był to 18-pinowy dwustronny układ, taktowany częstotliwością 200 kHz i mógł wykonywać do 60000 instrukcji na sekundę.
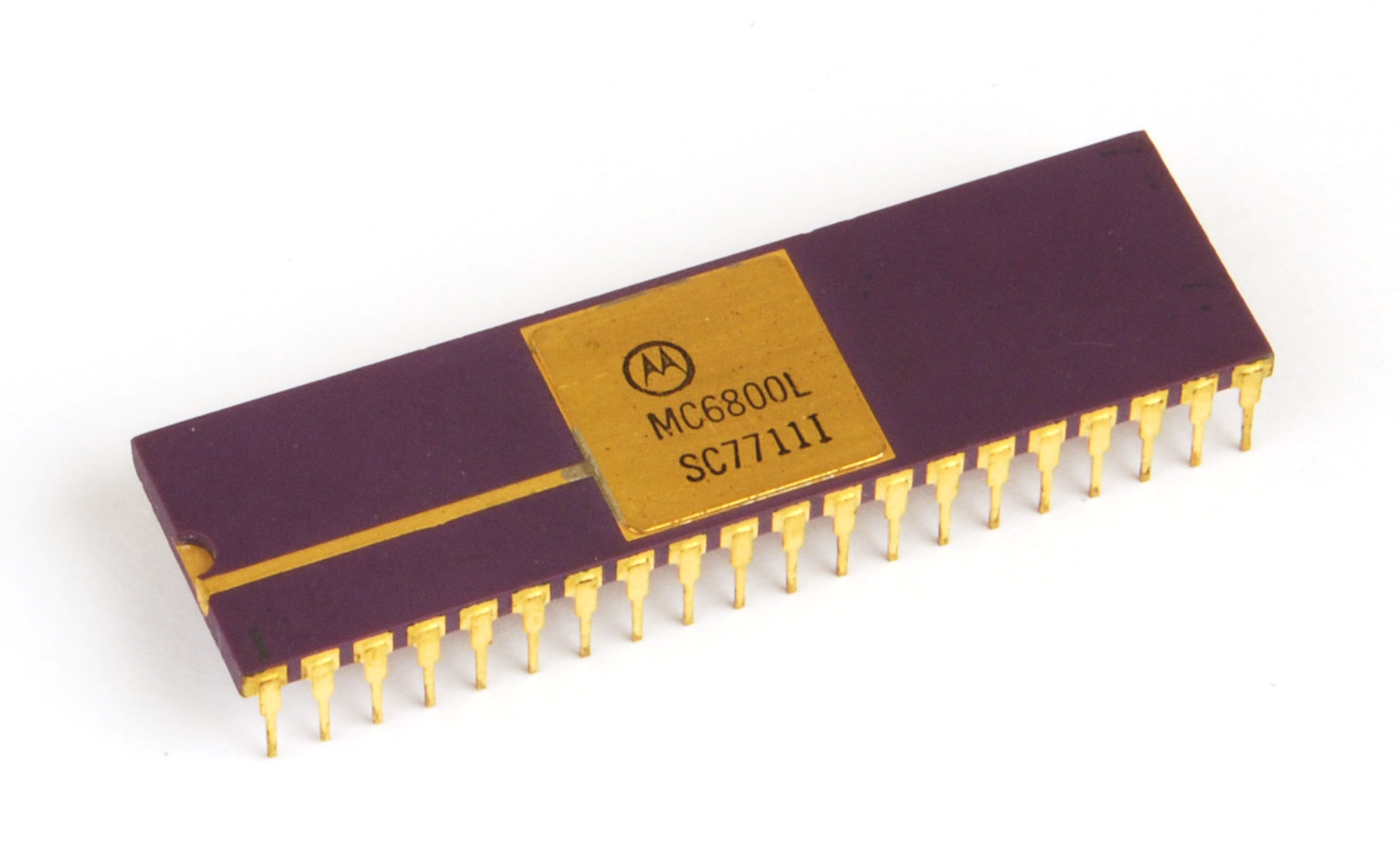
Mikroprocesor Motorola 6800, opracowany w 1974, składał się z 4000 tranzystorów i był wykonany w technologii NMOS. Oferował on kilka ważnych korzyści w porównaniu z 8080, w tym m.in. ulepszoną pracę i potrzebę tylko jednego 5V źródła zasilania. Zawierał dwa 8-bitowe rejestry ogólnego przeznaczenia i pojedynczy rejestr indeksowy
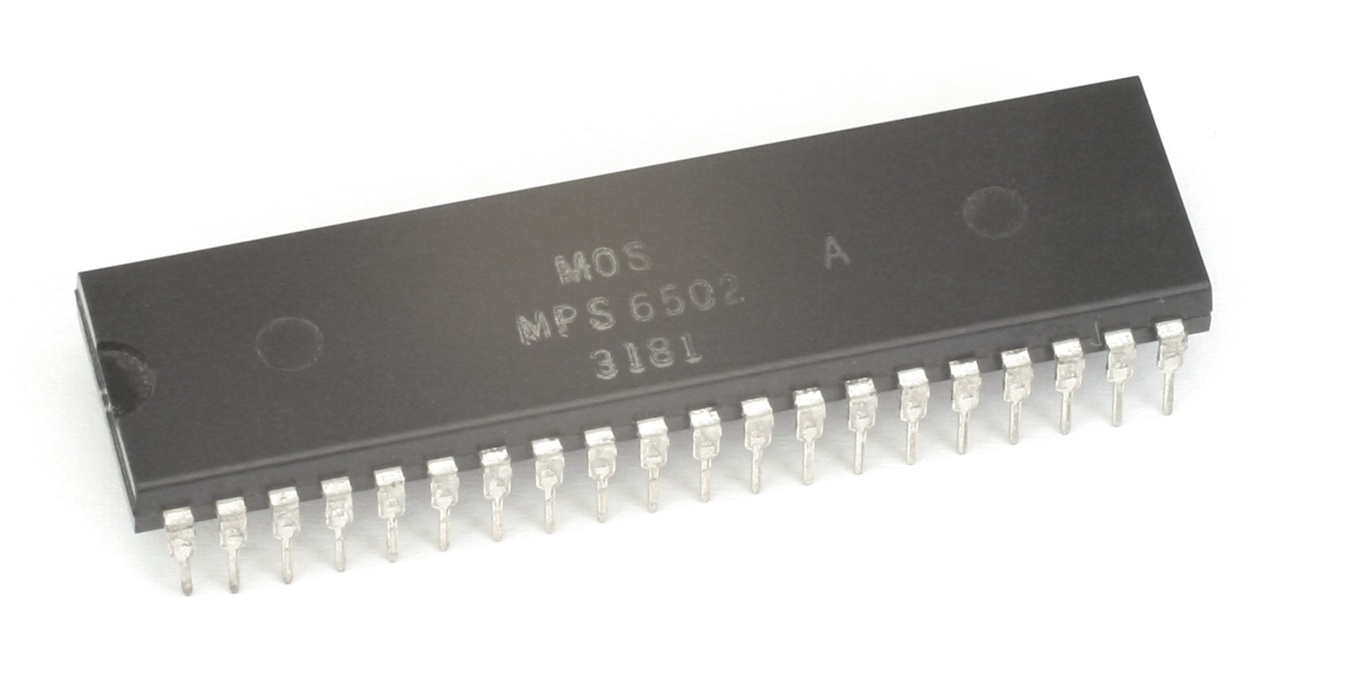
Mikroprocesor MOS 6502, 1975
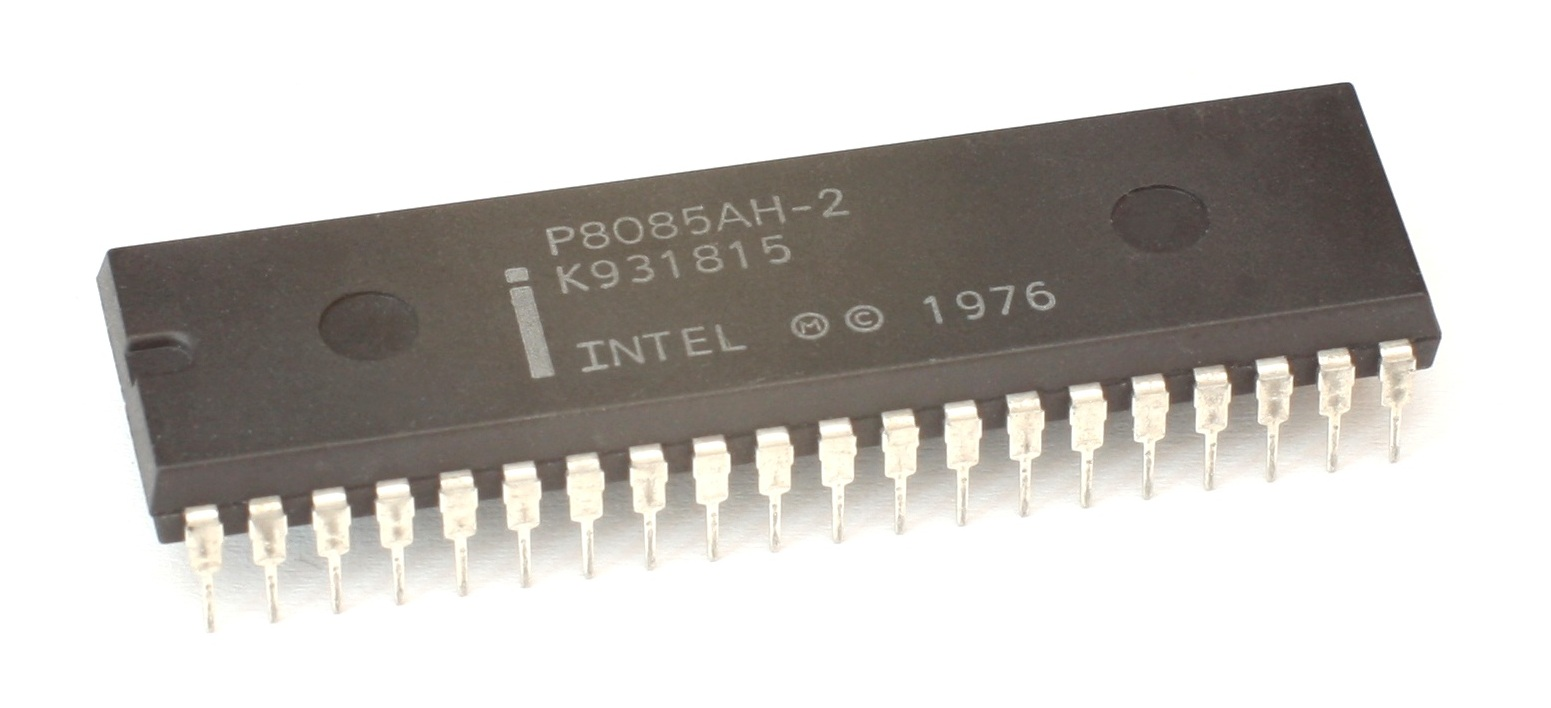
Intel 8085 z 1976
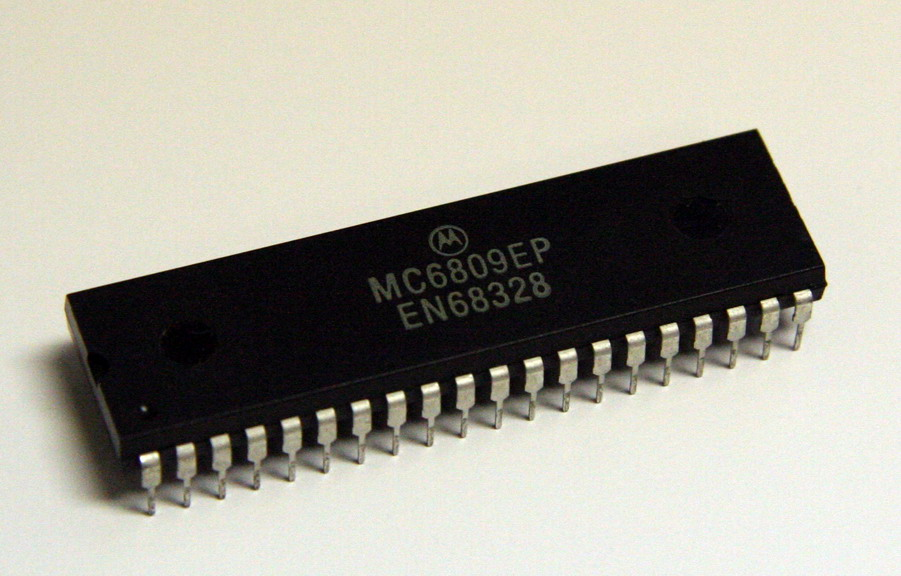
Motorola 6809E taktowana zegarem 1 MHz 8-bitowy mikroprocesor firmy Motorola wprowadzony na rynek w 1979
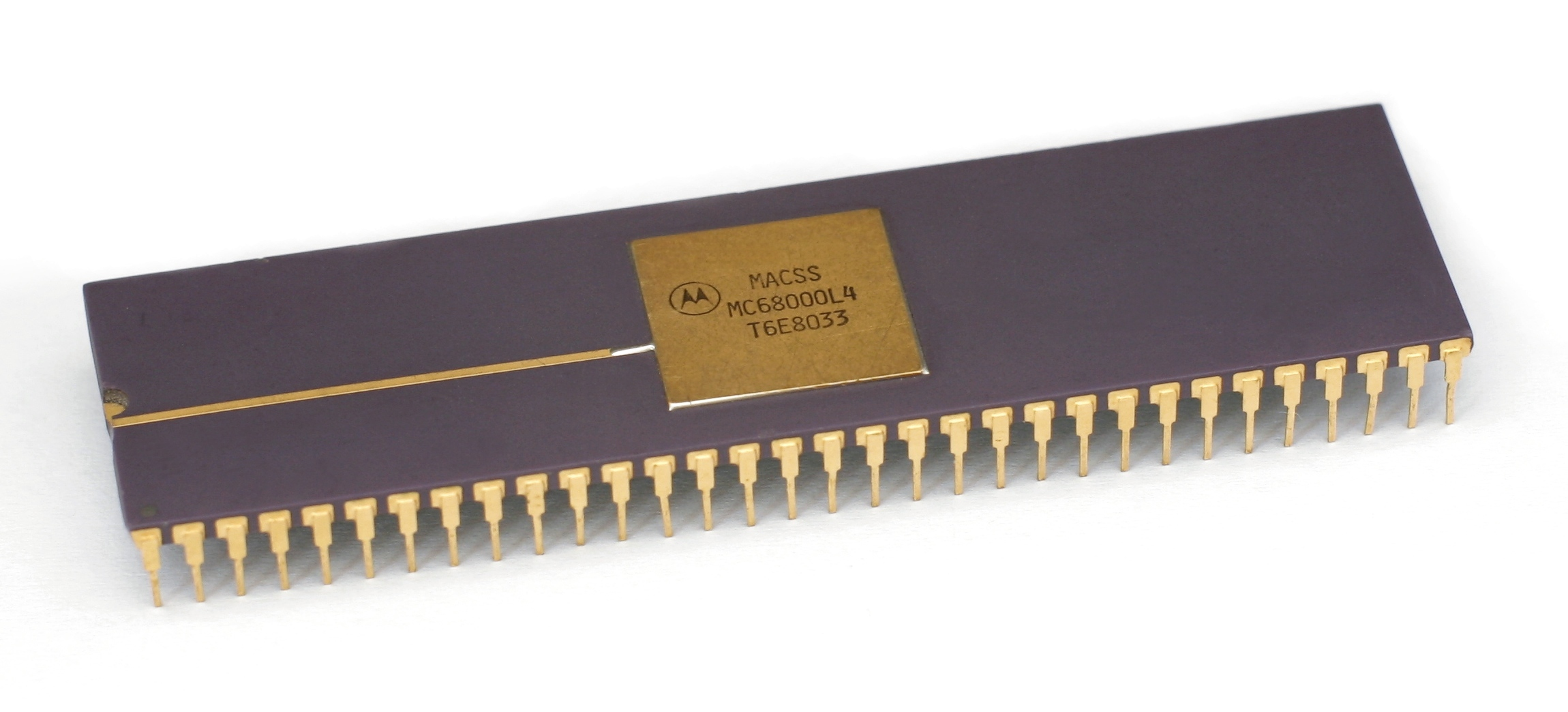
Mikroprocesor Motorola 68000 (32-bitowy z 16-bitową szyną danych i 24-bitową szynę adresową), 1979
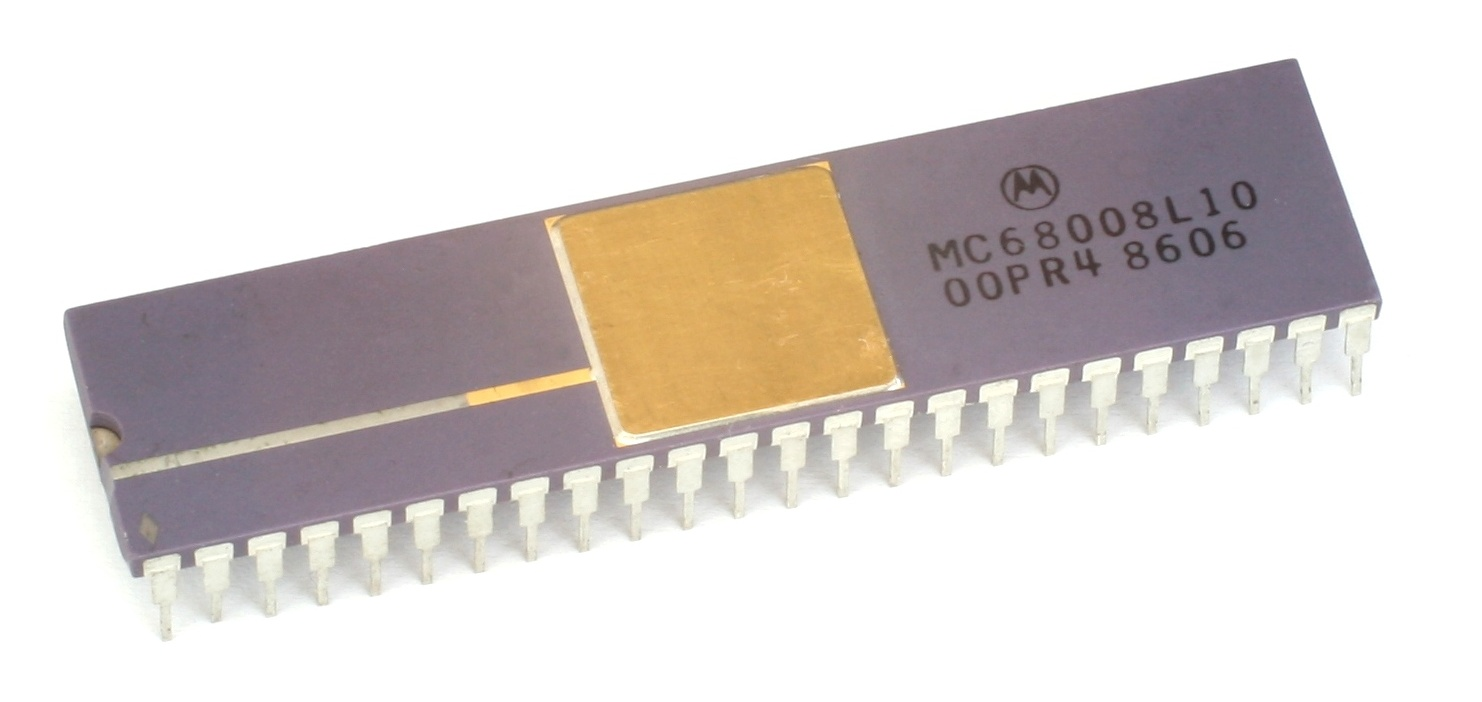
Mikroprocesor Motorola 68008 (32-bitowy z 8-bitową szyną danych i 20-bitową szynę adresową)
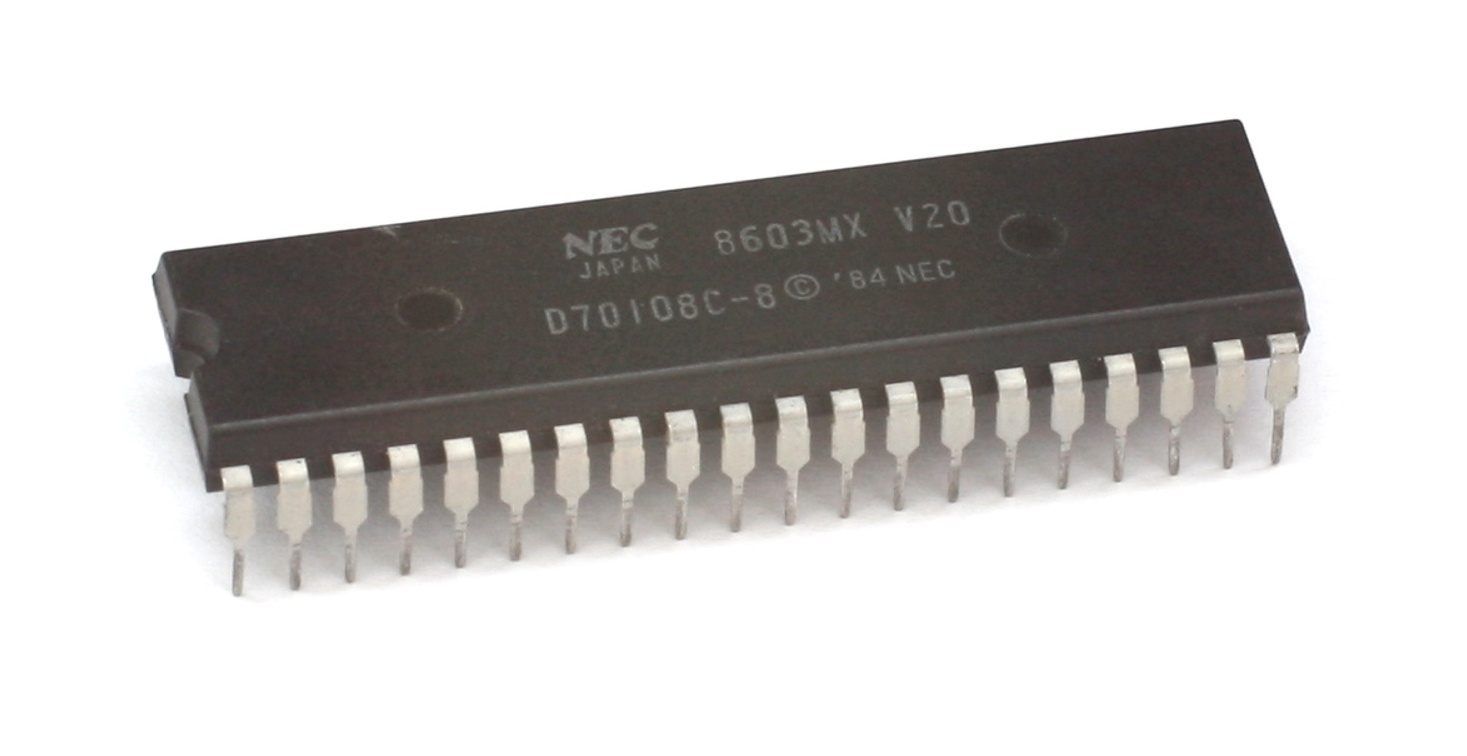
Mikroprocesor NEC V20 (16-bitowy, z 8-bitową szyną danych i 20-bitową szyną adresową, miał 29 000 tranzystorów taktowanych zegarem 8 MHz, zgodny z procesorem Intel 8088 i szybszy od niego o ok. 30%), 1984
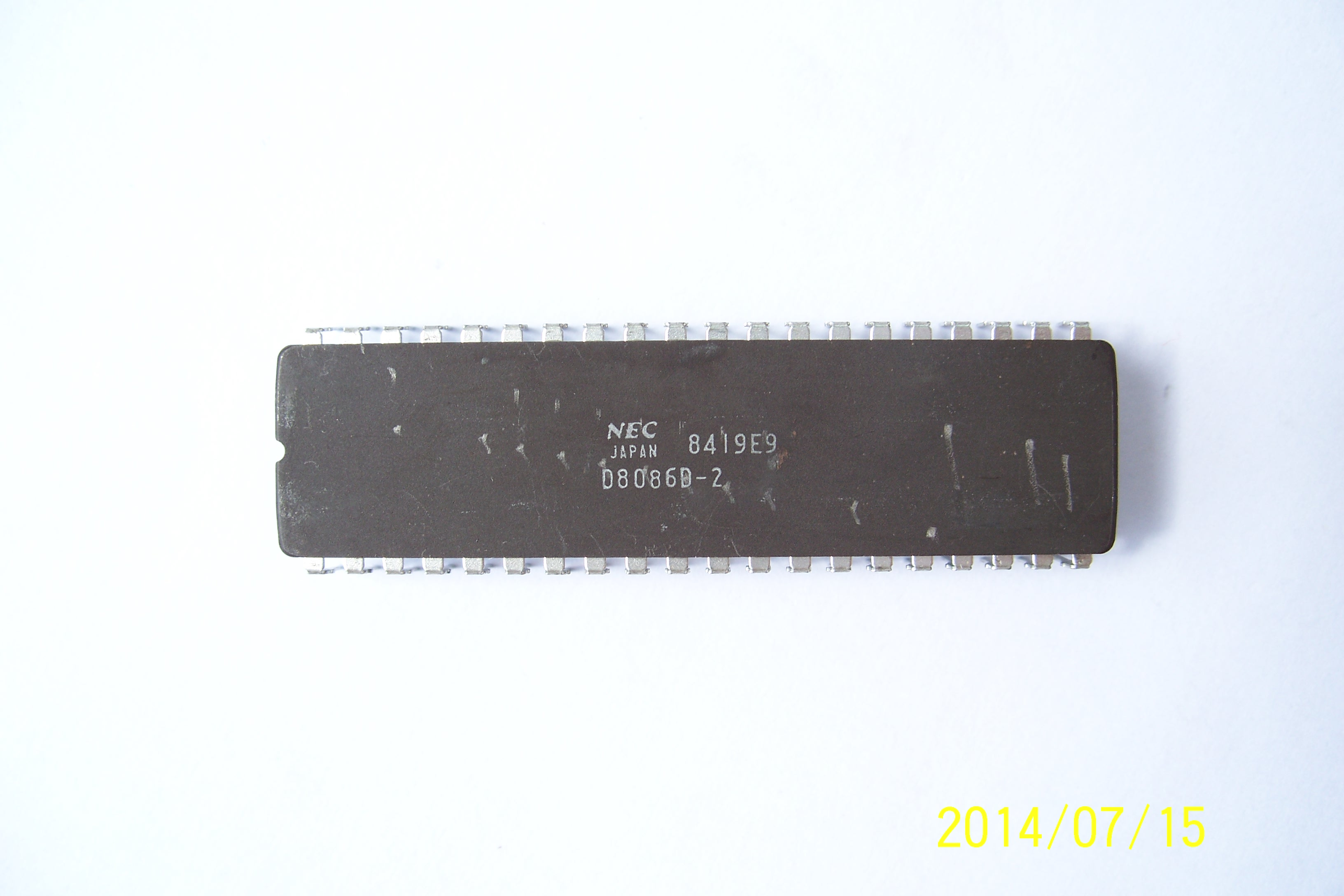
Mikroprocesor NEC uPD8086D-2 (8MHz) z 1984roku 19tygodnia wyprodukowany w Japonii (klon Intel D8086-2)